# Ruhrbergbau

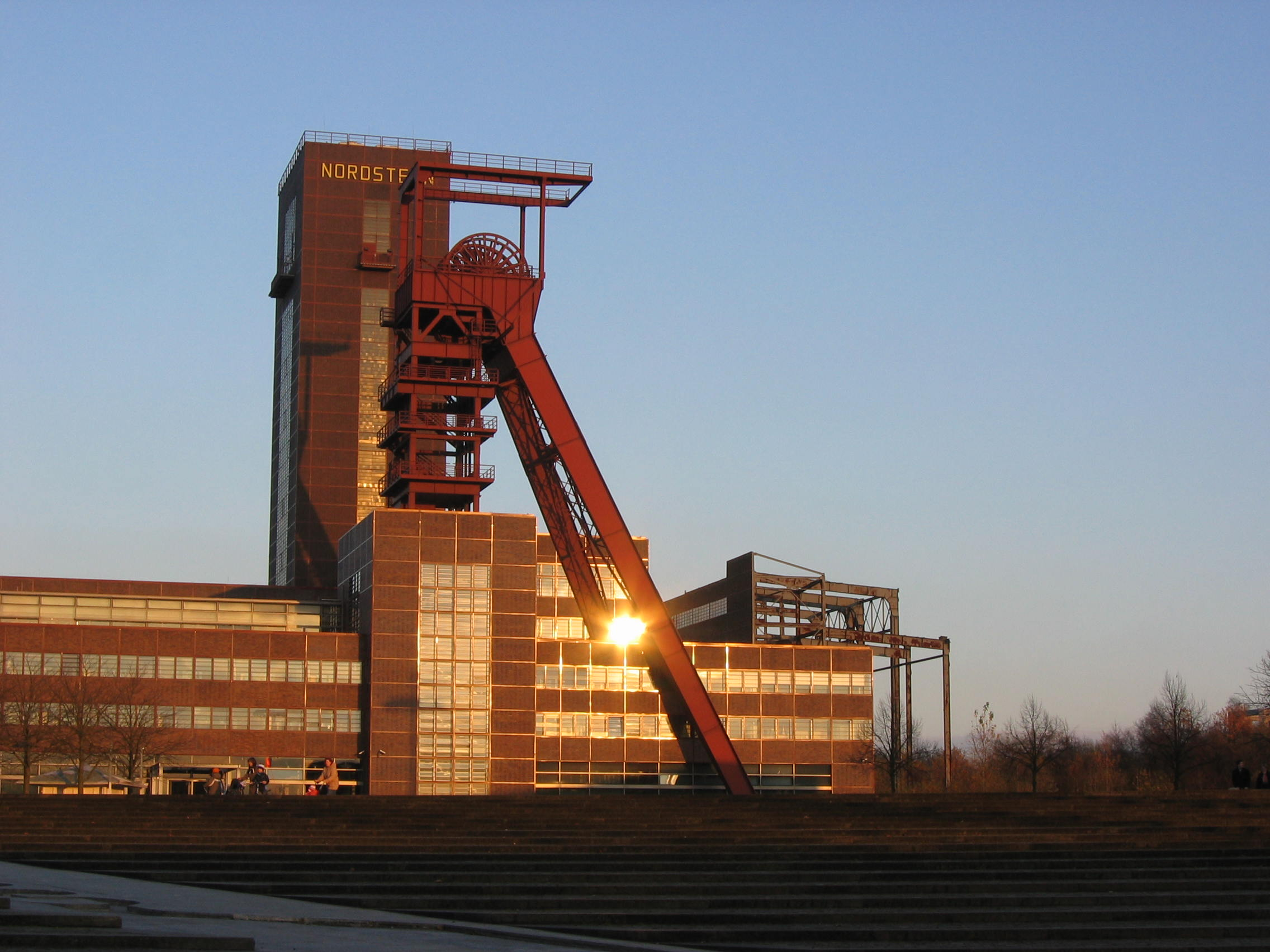
Die Schachtanlage Nordstern in Gelsenkirchen nach Stilllegung und Umbau als Bürokomplex, 2007

Mit Ruhrbergbau wird der Steinkohlen- und Erzbergbau im Ruhrgebiet bezeichnet, der auf eine jahrhundertelange Geschichte zurückblicken kann.
Aktuell (2025) wird nur noch Steinsalz im Salzbergwerk Borth am Rand des Ruhrgebietes gefördert.

## Geologie

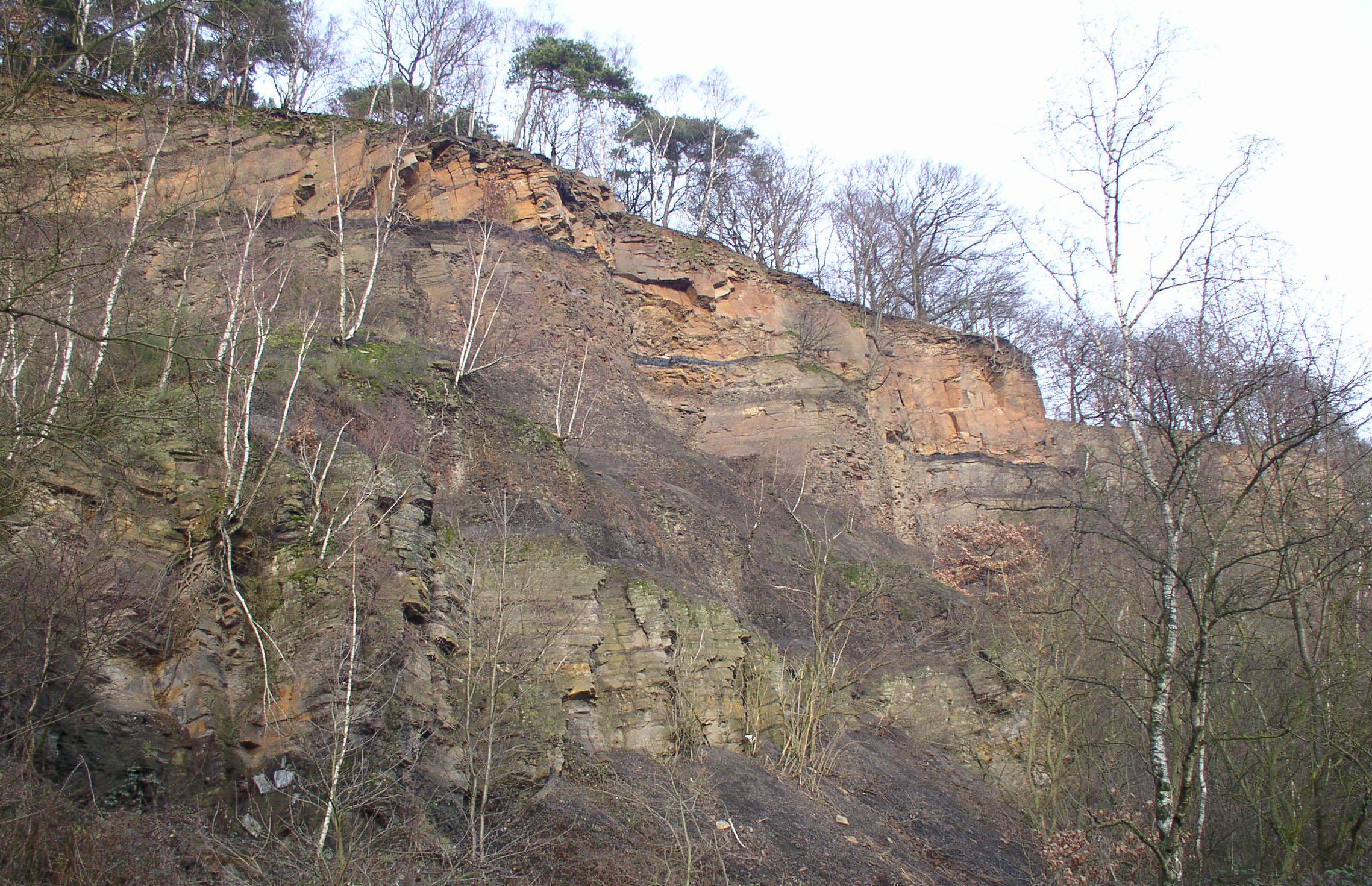
Freiliegendes Kohlenflöz im rückwärtigen Teil der Zeche Nachtigall in Witten

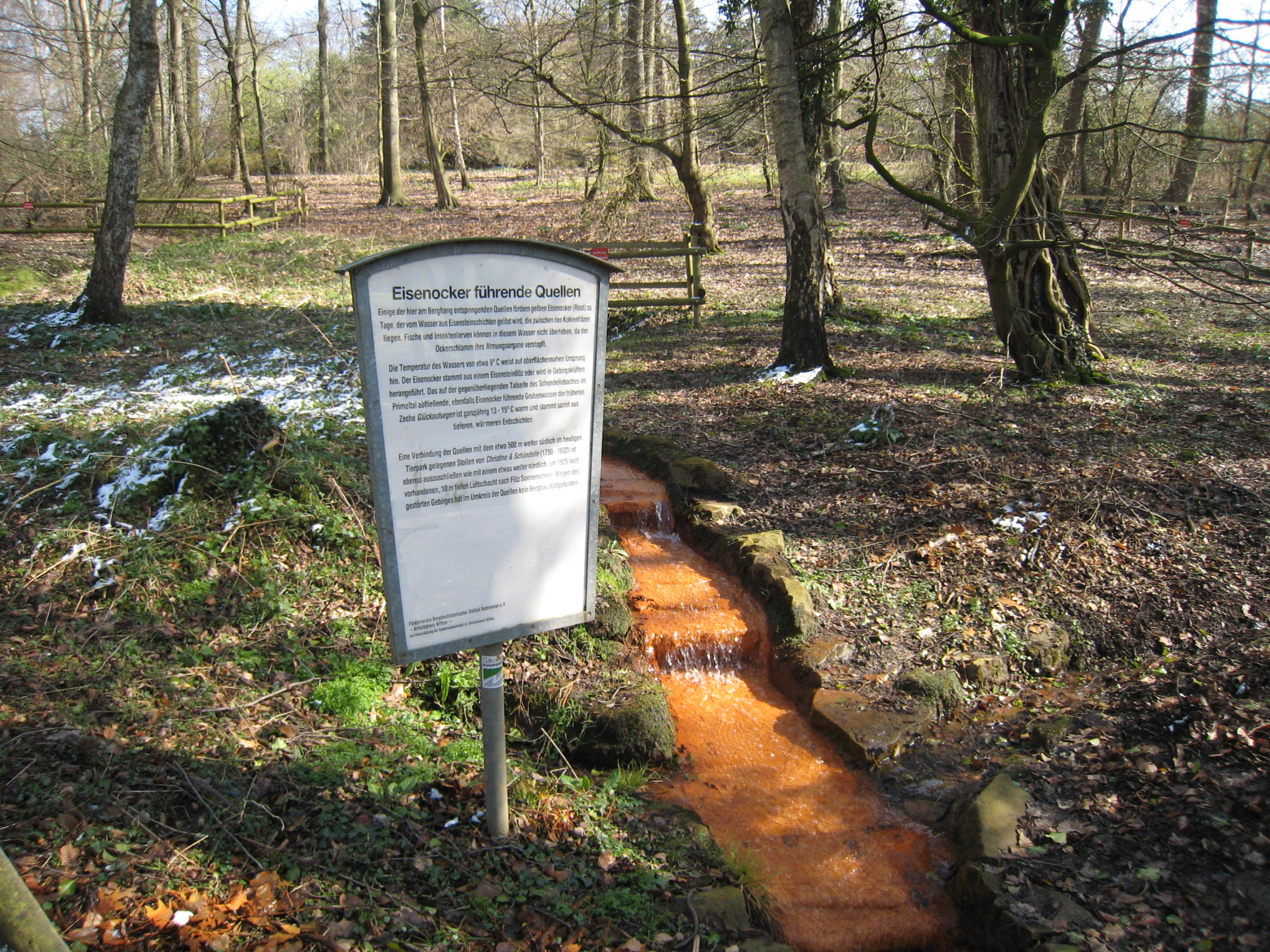
Eisenführende Quellen im südlichen Dortmund

Bereits zu Beginn der Gebirgsbildung (variszische Orogenese) vor 400 bis 300 Millionen Jahren war im Süden des heutigen Ruhrgebiets während der Devon- und Karbonzeit an tektonischen Störungen Magma aufgestiegen, wodurch Erz-Lagerstätten entstanden.
Gleichzeitig setzte nördlich des Hochgebirges eine Absenkung ein. Dort wechselte die Landschaft über Millionen von Jahren hinweg immer wieder zwischen einem flachen Meer, der Entstehung von Flussdeltas und der Verlandung durch erodierte Sedimente aus dem Hochgebirge. Dabei entstanden im feucht-warmen Klima des Karbons ausgedehnte Moore, die durch Sedimente überschichtet wurden und so die Inkohlung des pflanzlichen Materials bewirkten. Bis zur heutigen Tiefe von etwa 3000 Metern entstanden so hunderte kohleführender Schichten, von denen etwa 75 Flöze abbauwürdige Stärken von einem bis maximal drei Metern erreichen. Durch die Absenkung fallen heute die flözführenden Schichten mit etwa sechs Grad nach Norden hin ein. So reicht am Südrand des Ruhrgebietes bei Witten die Kohle bis an die Erdoberfläche, während sie beispielsweise bei Marl am Nordrand des Ruhrgebietes etwa 700 Meter tief liegt.

## Erzbergbau
In den Erzlagerstätten des Ruhrgebietes wurden Eisenerze wie Roteisenerz, Toneisenstein und Raseneisenstein, aber vor allem Kohleneisenstein, (sogenannter Black Band) für die Stahlherstellung abgebaut. Daneben wurden in geringen Mengen auch andere Erze wie Schwefelkies, Kobalt, Blei, Zink, Silber und Kupfer gewonnen.
Auf der Zeche Auguste Victoria wurden 1938 Blei-Zink-Erzvorkommen im „William-Köhler-Gang“ entdeckt und unter den Autarkiebemühungen des Dritten Reiches auch abgebaut. In den 1950er Jahren wurden etwa 20 Prozent der deutschen Erzproduktion auf der Zeche Auguste Victoria gefördert (1956: 349.000 Tonnen Erz). 1962 wurde der Abbau eingestellt, nachdem er unwirtschaftlich geworden war.

## Steinsalz
Bei Probebohrungen nach Kohle wurde 1897 in Borth (heute Teil von Rheinberg) am Rande des heutigen RVR ein großes Salzvorkommen gefunden. Dieses wird seit 1924 auch unter Tage abgebaut. Das Salzbergwerk Borth ist heute das größte Salzbergwerk in Europa und das letzte Bergwerk im Ruhrgebiet.

## Steinkohlenbergbau

### Geschichte

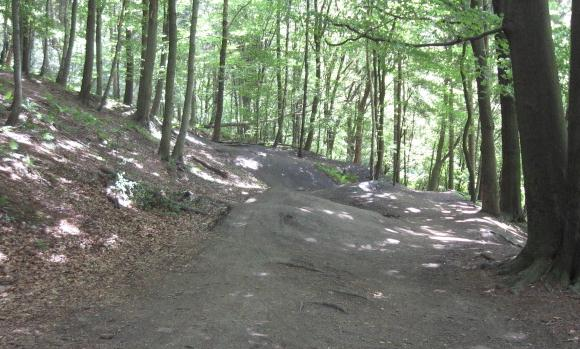
Tagebau (Zeche Carthäuserloch)

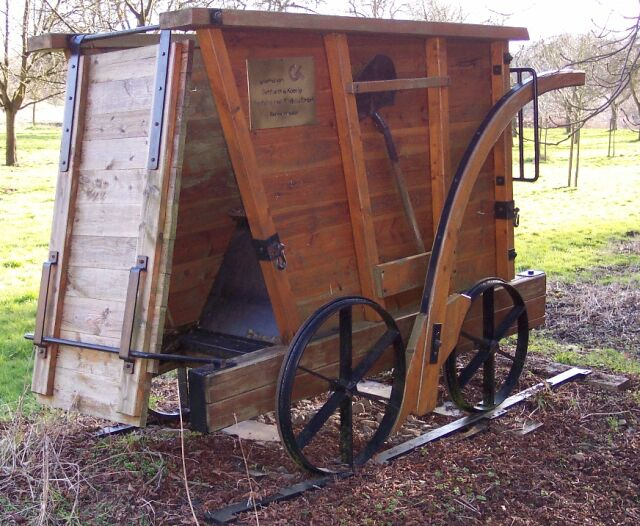
Replik eines der Fahrzeuge des Rauendahler Schiebeweges

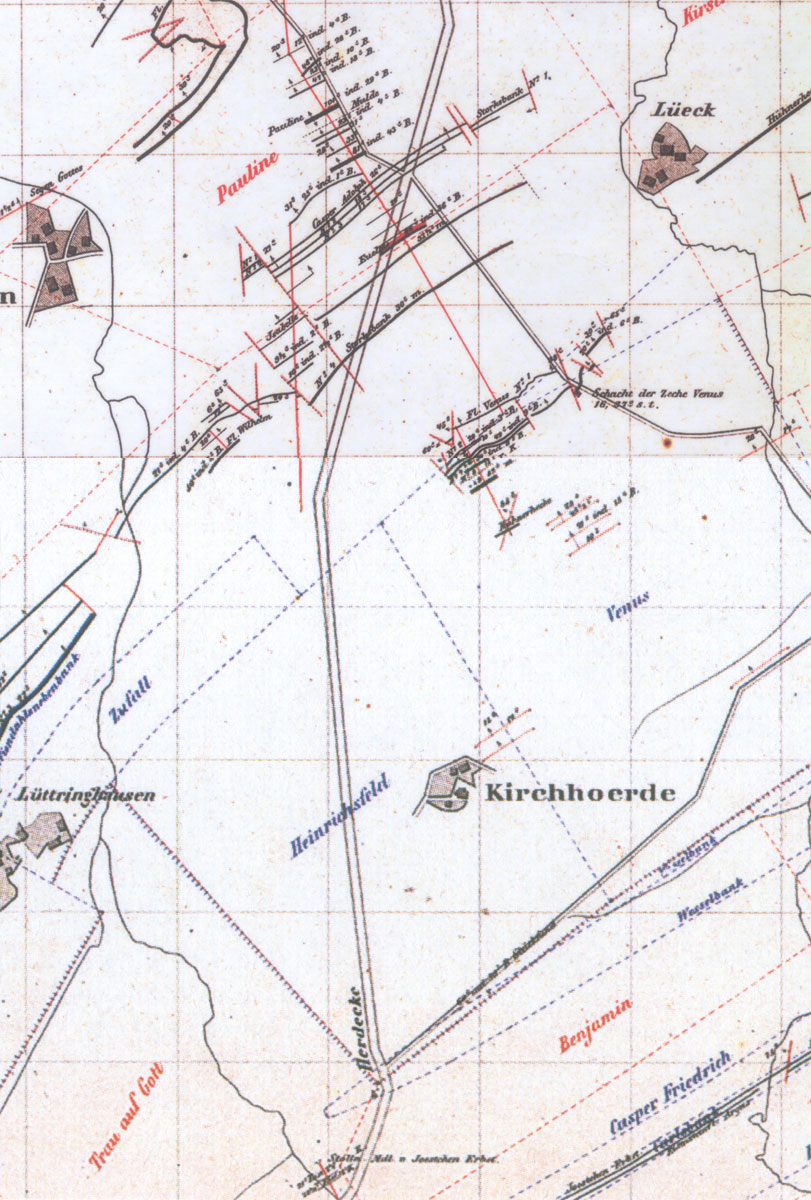
Kohlefelder, Flöze und Stollen in Kirchhörde um 1868

Ein Erbstollen am Bergbauwanderweg Muttental in Witten

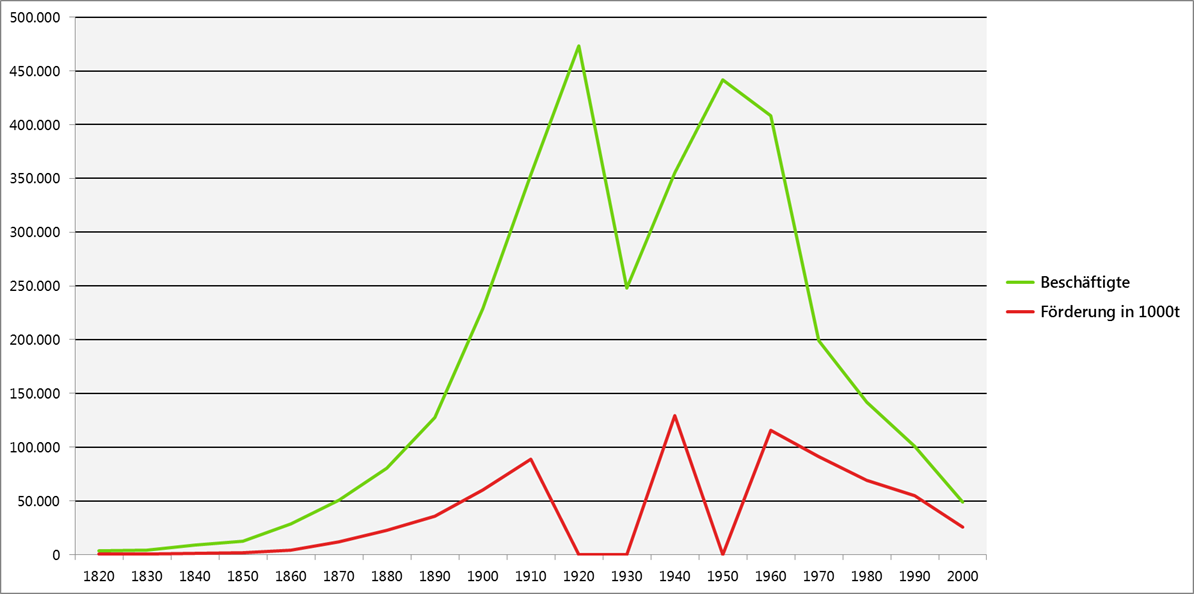
Beschäftigte und Kohleförderung im Ruhrbergbau 1820–2000

| Belegschaftszahlen im Ruhrbergbau |             |                     |
| Jahr                              | Belegschaft | Förderung in Mio. t |
| 1820                              | 3.556       | 0,41                |
| 1830                              | 4.457       | 0,549               |
| 1840                              | 8.945       | 0,96                |
| 1850                              | 12.741      | 1,96                |
| 1860                              | 28.657      | 4,3                 |
| 1865                              | 42.450      | 9,3                 |
| 1870                              | 50.749      | 11,8                |
| 1875                              | 83.134      | 17,0                |
| 1880                              | 80.309      | 22,5                |
| 1885                              | 102.292     | 29,0                |
| 1890                              | 127.794     | 35,5                |
| 1895                              | 154.702     | 41,3                |
| 1900                              | 228.593     | 60,1                |
| 1905                              | 273.184     | 66,7                |
| 1910                              | 353.347     | 89,1                |
| 1912                              | 374.041     | 102.8               |
| 1913                              | 444.406     | 114,2               |
| 1915                              | 295.993     | 86,5                |
| 1918                              | 350.282     | 95.7                |
| 1920                              | 473.468     | 88.1                |
| 1923                              |             | 42                  |
| 1925                              | 459.876     | 104.3               |
| 1927                              |             | 118,0               |
| 1929                              |             | 123,6               |
| 1931                              |             | 85,6                |
| 1932                              | 221.096     | 73.2                |
| 1934                              |             | 90,4                |
| 1936                              |             | 107,5               |
| 1938                              | 355.084     | 127.2               |
| 1940                              | 355.084     | 129,2               |
| 1942                              |             | 128,5               |
| 1943                              |             | 127,5               |
| 1944                              |             | 110,8               |
| 1945                              | 276.192     | 33,3                |
| 1948                              | 401.671     | 81.1                |
| 1953                              | 480.806     | 115.5               |
| 1956                              | 484.986     | 124.6               |
| 1957                              |             | 123,2               |
| 1960                              | 408.049     | 115,4               |
| 1965                              | 316.114     | 90                  |
| 1970                              | 198.943     | 91,1                |
| 1975                              | 161.113     | 75,9                |
| 1980                              | 141.808     | 69,1                |
| 1985                              | 125.824     | 64                  |
| 1990                              | 100.949     | 54,6                |
| 1995                              | 72.483      | 41,6                |
| 1997                              |             | 37,2                |
| 2000                              | 48.679      | 25,9                |
| 2002                              |             | 26                  |
| 2008                              |             | 14,5                |

#### Die Anfänge
Der Steinkohlensage nach fand ein Junge in der Gegend von Witten, Sprockhövel oder Wetter beim Schweinehüten glühende schwarze Steine in einer Feuerstelle. Im 13. Jahrhundert wurde bereits an zahlreichen Orten im südlichen Bereich des heutigen Ruhrgebietes, von Mülheim an der Ruhr bis in die Gegend von Unna, Steinkohle abgebaut, üblicherweise in einfachen Grabelöchern (Pingen). Die Schwerpunkte dieses frühen Steinkohlenbergbaues lagen im Raum Witten-Sprockhövel-Haßlinghausen, wo die Kohlenflöze bis an die Tagesoberfläche reichen. Anfänglich kohlten die Bauern vornehmlich für den Eigenbedarf. Der Kohleabbau erfolgte, soweit die landwirtschaftlichen Tätigkeiten dies zuließen.
Dieses freie Kohlengraben konnte sich solange erhalten, bis die Grundherren die wirtschaftliche Nutzung des Rohstoffes erkannten. Karl der Große überzog sein Reichsgebiet mit Burgen und Festungen und setzte Dienstmänner (Ministralen) ein, die das Gebiet sichern sollten. Die Bauern mussten den Landesherren Naturalabgaben leisten und als die Möglichkeiten der wirtschaftlichen Ausbeutung der Kohle erkannt wurden, wurde den Bauern das freie Kohlen untersagt. Im Rahmen des Bergregals wurde der Bodenschatz unter das Eigentum der Herrschenden gestellt. Der Kohleabbau erfolgte in Regie der Herrschenden oder den Bauern wurde ein Abbau zugestanden, wobei aber ein großer Anteil der gewonnenen Kohle dem Landesherrn abgeliefert werden musste.
Aufgrund der räumlichen Nähe zu den wichtigen Abnehmern in Schwelm, Ennepetal, Hagen und dem Wupperraum sind die Keimzellen des Ruhrbergbaues in Sprockhövel und Wetter zu suchen. Diese Pingen wurden solange betrieben, bis das aufsteigende Grundwasser eine weitere Kohlegewinnung verhinderte.
Urkundlich ist ein erster Kohlenbergbau für Dortmund im Jahre 1296 bei Haus Schüren belegt. Die hier gewonnene Kohle wurde vor allem von den Salzsiedereien in Unna (siehe Saline Königsborn) abgenommen. Im Jahre 1439 erteilte Adolf II. von Berg dem Johann Schüren das Kohleprivileg. Die Kohle wurde in Schmieden oder als Hausbrand genutzt.
Der ungeregelte Kohleabbau hatte erhebliche Flurschäden zur Folge, und es gab erste Reglementierungsversuche im 16. Jahrhundert, die aber wenig erfolgreich waren. Neben dem freien Graben wurde bereits im Spätmittelalter Stollenbergbau betrieben, bei dem auf mehreren Sohlen Kohle abgebaut wurde. Die Sohlen waren durch Schächte mit rechteckigem Querschnitt verbunden. 1547 wird der Bergbau in Schee bei Sprockhövel erstmals urkundlich erwähnt. Für etwa 1552 ist ein Stollen am Schlebusch in Wetter belegt. 1566 bildete sich die erste Bergbaugenossenschaft in Bredeney.
Um 1700 gab es schon das Schießen, das Sprengen mit Schwarzpulver. Eine Liste aus dem Jahre 1737 verzeichnete 105 Zechen mit zusammen 688 Bergleuten in der Grafschaft Mark.

#### Direktionsprinzip
Im Auftrag des „General-Ober-Finanz-Kriegs- und Domainen-Directoriums“ wurden 1734/35 Berichte über den Kohlenbergbau in der Grafschaft Mark erstellt. Zur Sicherung der Steuereinnahmen durch den Kohlenabbau zielte die Politik des preußischen Staates darauf ab, weitgehenden Einfluss auf die Kohlengewinnung zu nehmen. So wurde die Eröffnung und Schließung von Bergwerken durch staatliche Behörden bestimmt. Die Betriebsführung und die Entlohnung wurden von dem Staat vorgegeben. Diese Form der staatlichen Reglementierung wird als Direktionsprinzip bezeichnet. Für die Verwaltung wurden Bergämter an den Förderstandorten aufgebaut und Bergverordnungen regelten den Betrieb der Zechen. Im Jahre 1738 wurde das Märkische Bergamt in Bochum eröffnet. Die ersten Markscheider nahmen ihre Tätigkeit in der Grafschaft Mark auf. Großmaßstäbliche Kartenwerke fertigten der Markscheider und Bergamtsleiter Johann Friedrich Niemeyer (1759–1814) und Johann Ehrenfried Honigmann (1775–1855) an.
Kurze Zeit vor dem Siebenjährigen Krieg beauftragte König Friedrich II. im Jahre 1755 Ludwig Philipp Freiherr vom Hagen und Johann Friedrich Heintzmann mit der Inspektion des Ruhrbergbaus und erließ am 29. April 1766 die Revidirte Bergordnung für das Herzogtum Cleve, das Fürstentum Meurs und die Grafschaft Mark, weil er dessen Bedeutung für die Kriegsindustrie und den Merkantilismus erkannt hatte.
In den Anfängen wurden die an der Tagesoberfläche liegenden Flöze durch Grabungen soweit abgebaut, bis das Grundwasser in die Vertiefungen eindrang. Im 17. Jahrhundert ging man zur gezielten Kohlengewinnung in Form des Stollenbergbaus über. Die Stollen wurden in Taleinschnitten, meistens Flusstälern, in den Berg getrieben, um so die Kohle oberhalb des Stollenmundloches abbauen zu können. An der tiefsten Stelle wurde ein Stollen mit stetigem Gefälle zum Mundloch in den Berg getrieben, der die Funktion hatte, das Grubenwasser an der tiefstmöglichen Stelle abzuführen. Diese Stollen wurden Erbstollen genannt; dem Besitzer dieses Erbstollens musste ein gewisser Anteil der Kohle abgeführt werden, die in dem Entwässerungsbereich gewonnen wurde. An der Ruhr sind im Bereich von Witten und Bochum noch Erbstollen erhalten. Die Mundlöcher dieser Erbstollen liegen nur wenig über dem Niveau des Flusses. Im Muttental (Witten) sind die übertägigen Bauwerke einiger Stollenzechen restauriert worden (Bergbauwanderweg Muttental). Im Jahr 1754 gab es in Bochum 20 Zechen mit einer Gesamtbelegschaft von 114 Personen, so dass dem Bergbau zu der Zeit noch keine wesentliche wirtschaftliche Bedeutung zukam.
Besonderen Einfluss nahm Freiherr vom Stein, der 1784 zum Direktor des Märkischen Bergamtes bestellt wurde, auf die politischen Randbedingungen für den Bergbau. Er unternahm ausgiebige Reisen in die heimischen und ausländischen Bergbaureviere. So ging die Verschärfung des Direktionsprinzips durch die revidierte Clever-Märkische Bergordnung auf seine Vorschläge zurück. Sie führte zu einer Straffung des Rechnungswesens und einer gemeinschaftlichen Verwaltung der Betriebe mit Obersteigern und Oberschichtmeistern. Einfluss hatte Freiherr vom Stein auf den Einsatz der Dampfmaschine, die Verbesserung des Markscheidewesens und auf die Anwendung neuer Abbauverfahren.
Die Ruhr besaß im 18. Jahrhundert mehrere Staustufen, die von Mühlenbesitzern, Fischern und Fabrikanten angelegt worden waren. 1735/36 empfahl Bergrat Decker, den Fluss schiffbar zu machen und für den Kohletransport zu nutzen. 1749 erteilte die preußische Regierung eine Konzession, die die Schifffahrt erlaubte. Diese galt nur für den preußischen Landesbereich. Die unterschiedlichen Interessen der Länder am Verlauf der Ruhr verhinderten vorerst eine gezielte Umsetzung der Pläne. So mussten an den Staustufen die Frachtsäcke aufwendig umgeladen werden. Im Jahr 1776 wurde die durchgehende Schiffbarkeit angestrebt. 1780 wurde die letzte von sechzehn durch Preußen in Auftrag gegebenen Ruhrschleusen fertiggestellt, und der Fluss war von Duisburg bis Langschede schiffbar. Die Schleusenkammern wurden aus Stein oder Holz errichtet. Die Größe der Schleusen war genormt und betrug 45 × 5 Meter, wobei die Länge der Ruhraaken meistens 35 Meter nicht überschritt. Die 74 Kilometer lange Fahrt flussabwärts dauerte zwei Tage; flussaufwärts wurden die Schiffe getreidelt. Der Steinkohlenbergbau in der Grafschaft Mark und im Essen-Werdener Revier profitierte am meisten von der Kanalisierung der Ruhr. Die Ruhrschifffahrt diente bis gegen Ende des 19. Jahrhunderts vor allem dem Kohletransport ins Rheinland und wurde mit steigendem Ausbau des Eisenbahnnetzes nach und nach eingestellt.
Der Abbau der Kohle erfolgte mit der Keilhaue. Die Stollen hatten eine Breite von 1,2 Metern und eine Höhe von 2,2 Metern; Hauptförderstrecken hatten einen Querschnitt von etwa 1,5 × 2,5 Metern. Der Ausbau bestand anfänglich aus Reisig mit eingefügten Holzstangen; später ging man zum hölzernen Türstockausbau über. Mundlöcher und kritische Stollenabschnitte wurden durch Gewölbe gesichert. Das Gezähe des Bergmanns bestand aus der Keilhaue, Schramhacke und Schaufel. Der Transport der Kohlen vom Streb erfolgte jahrhundertelang mit einrädrigen Laufkarren und Schlitten- oder Schlepptrögen, die dann im 18. Jahrhundert durch Hunte (Förderwagen) unterschiedlichster Bauform abgelöst wurden. Später setzte sich die Huntbauart mit vier gleich großen Laufrädern durch, die auf Holzbohlen geschoben wurden. Schlepper mussten die Hunte zum Schacht oder Mundloch schieben. An seigeren Schächten wurden Haspeln aufgestellt, mit denen die Kohlenkübel zutage gezogen wurden. Der Einsatz von Sprengstoffen im 17. Jahrhundert war eine wesentliche Innovation, die das Anlegen der Stollen rationalisierte.
Ab 1785 wurden Pferde in Pferdegöpeln zur Schachtförderung eingesetzt (Zeche Trappe, Silschede). Die Schächte hatten einen rechteckigen Querschnitt und waren mit Kanthölzern und Brettern ausgebaut. Die Schächte waren unterteilt; ein Trum diente der Fahrung und eines der Förderung.
Um 1787 führte man über Tage den schienengebundenen Transport (Rauendahler Schiebeweg) ein und im 18. und frühen 19. Jahrhundert wurde die Kohle oft mit Pferdebahnen zu den Verladestellen an der Ruhr transportiert. Von Zechen, die nicht an das Wassernetz angeschlossen waren, konnte die Kohle nur auf ochsen- oder pferdebespannten Wagen über schlechte Straßen transportiert werden.
1804 zählte man im Ruhrgebiet schon 229 Zechen mit einer Gesamtjahresförderung von 380.000 Tonnen. Einen weiteren Aufschwung erfuhr der Ruhrbergbau durch die Einführung der Dampfkraft bei der Wasserhaltung. Der erste 46 m tiefe Seigerschacht im Rahmen des Tiefbaus wurde 1800 von der Zeche Vollmond in Langendreer abgeteuft. Hier wurde auch 1802 die erste Dampfmaschine zur Wasserhaltung verwendet. 1809 wurde auf der Zeche Vereinigte Sälzer & Neuack in Essen erstmals eine Dampfmaschine für die Kohlenförderung eingesetzt. Die erste Kokerei wurde 1816 ebenfalls auf der Zeche Vereinigte Sälzer & Neuack gebaut. In der Schachtförderung wurde 1835 erstmals ein Drahtseil verwendet. Um 1840 wurde die von Sir Humphry Davy entwickelte Sicherheitslampe im Ruhrbergbau eingeführt.

#### Tiefbauzechen
Mitte des 19. Jahrhunderts reichten die Kapazitäten der Stollenzechen nicht mehr aus, um den Kohlebedarf der beginnenden Industrialisierung zu decken. Ein Meilenstein im Ruhrbergbau war die Überwindung der Mergelgrenze durch den Tiefbau. In Tiefbauzechen muss das Grubenwasser gehoben und abgeführt werden. Die ersten Tiefbauschächte wurden ergänzend zu bestehenden Stollengruben angelegt, um tiefer liegende Flöze zu erschließen. Dies gelang Franz Haniel 1833 mit dem Schacht Franz in Borbeck bei Essen und im großen Maßstab 1840 auf der Zeche Kronprinz. Die in diesem Bereich angesetzten Erbstollen blieben zuvor regelmäßig in dem beim Vortrieb entstehenden Mergelschlamm stecken.

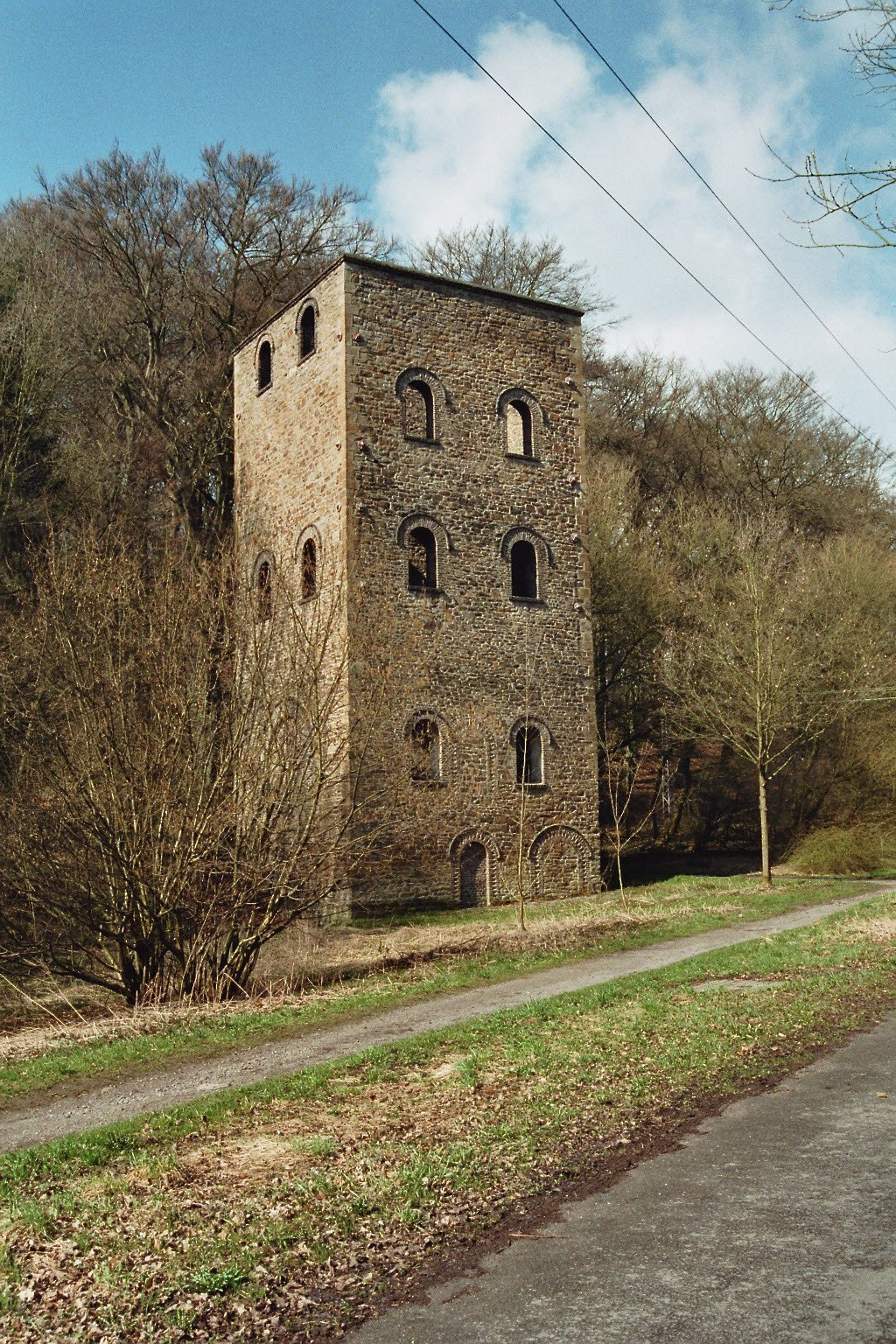
Malakowturm der Zeche Brockhauser Tiefbau in Bochum

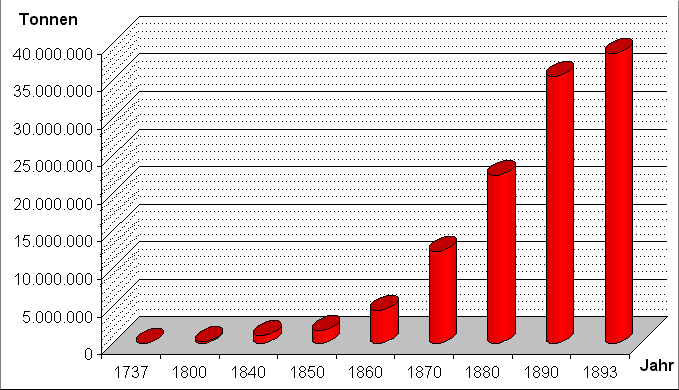
Entwicklung der Kohleförderung im Rheinisch-Westfälischen Kohlenbecken während des 19. Jahrhunderts

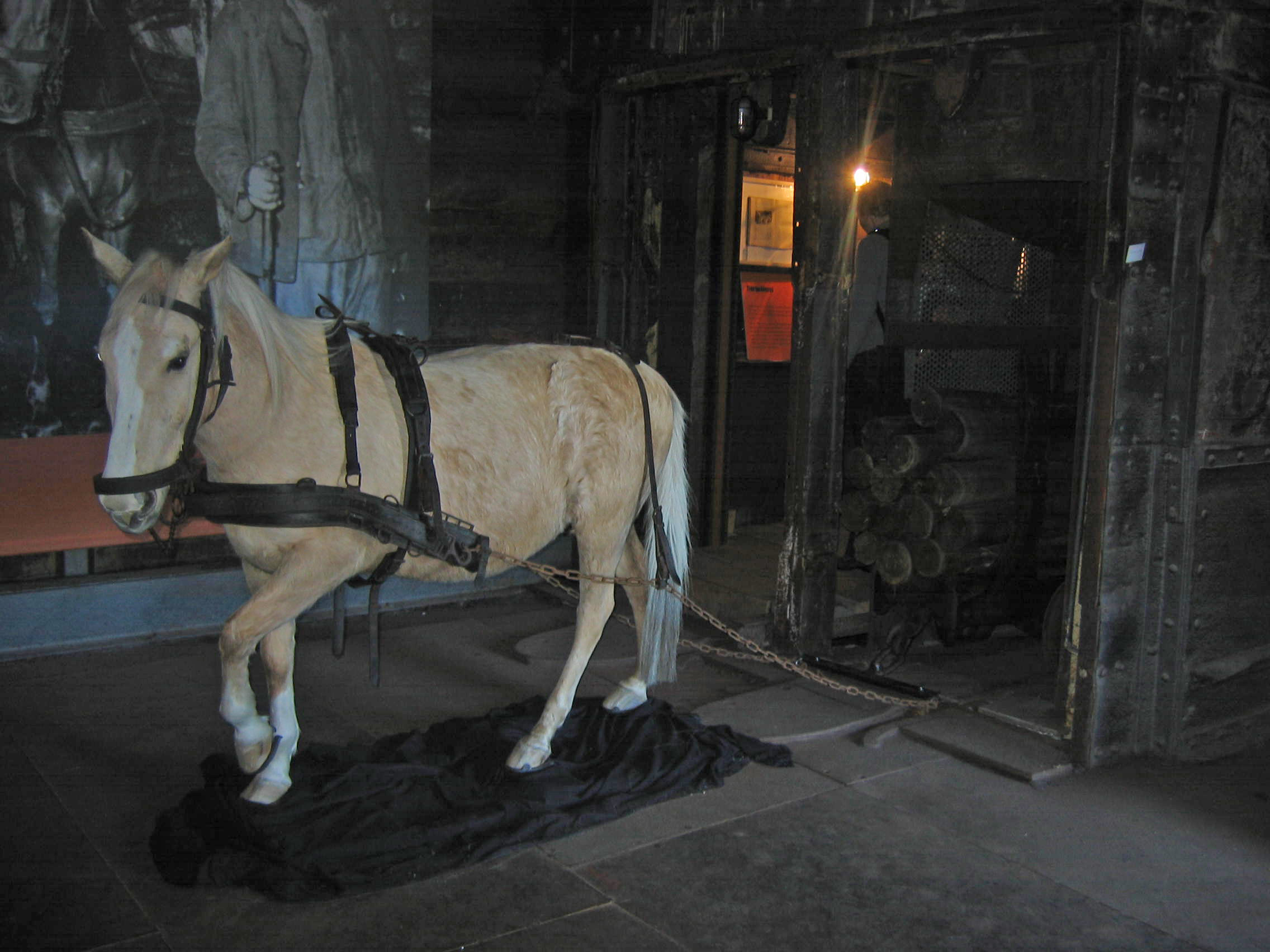
Grubenpferd für die Streckenförderung

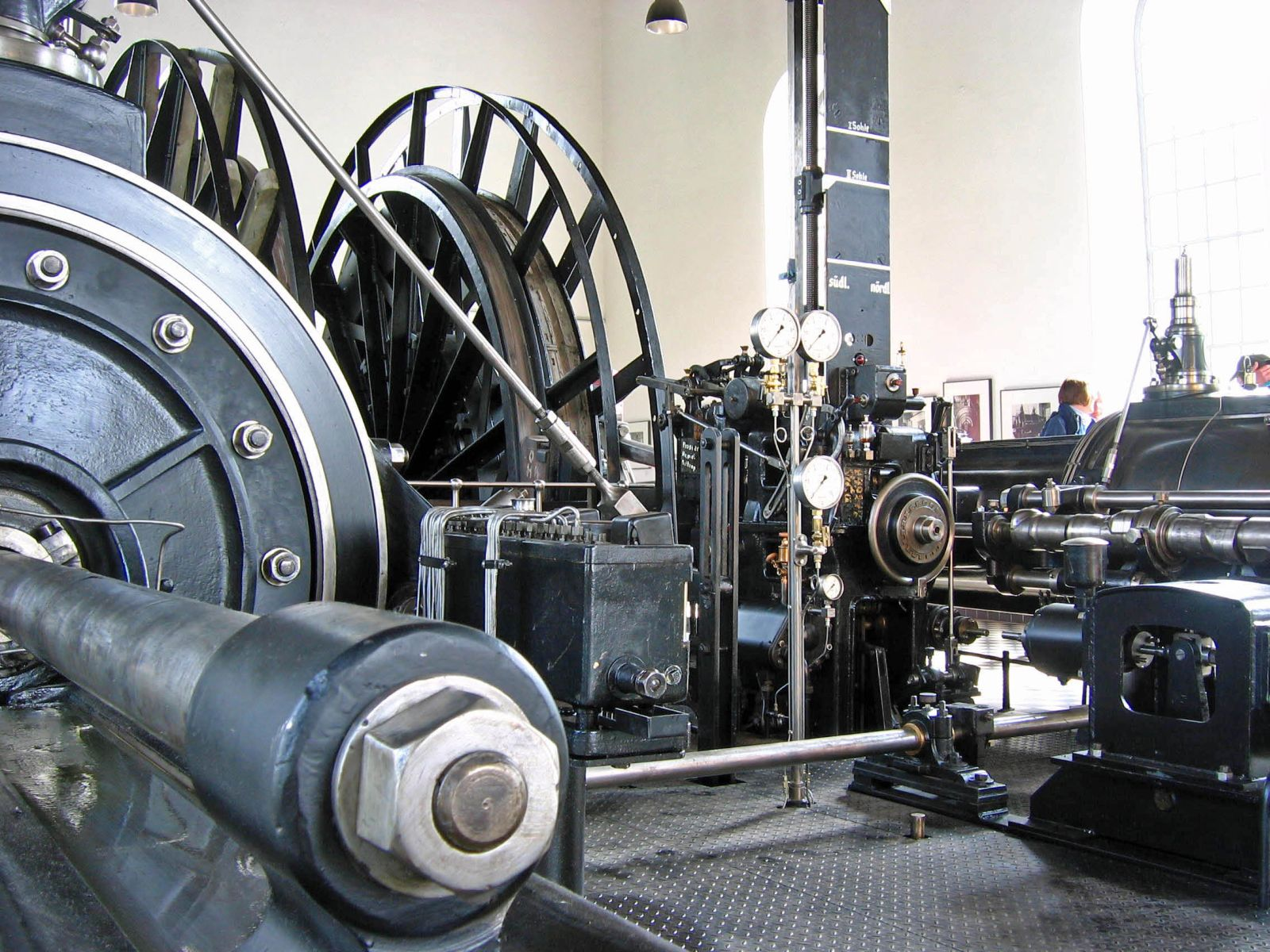
Fördermaschine von 1887 im Museum Zeche Nachtigall (Witten), ursprünglicher Standort: Zeche Prosper Schacht 1, Leistung: 400 PS

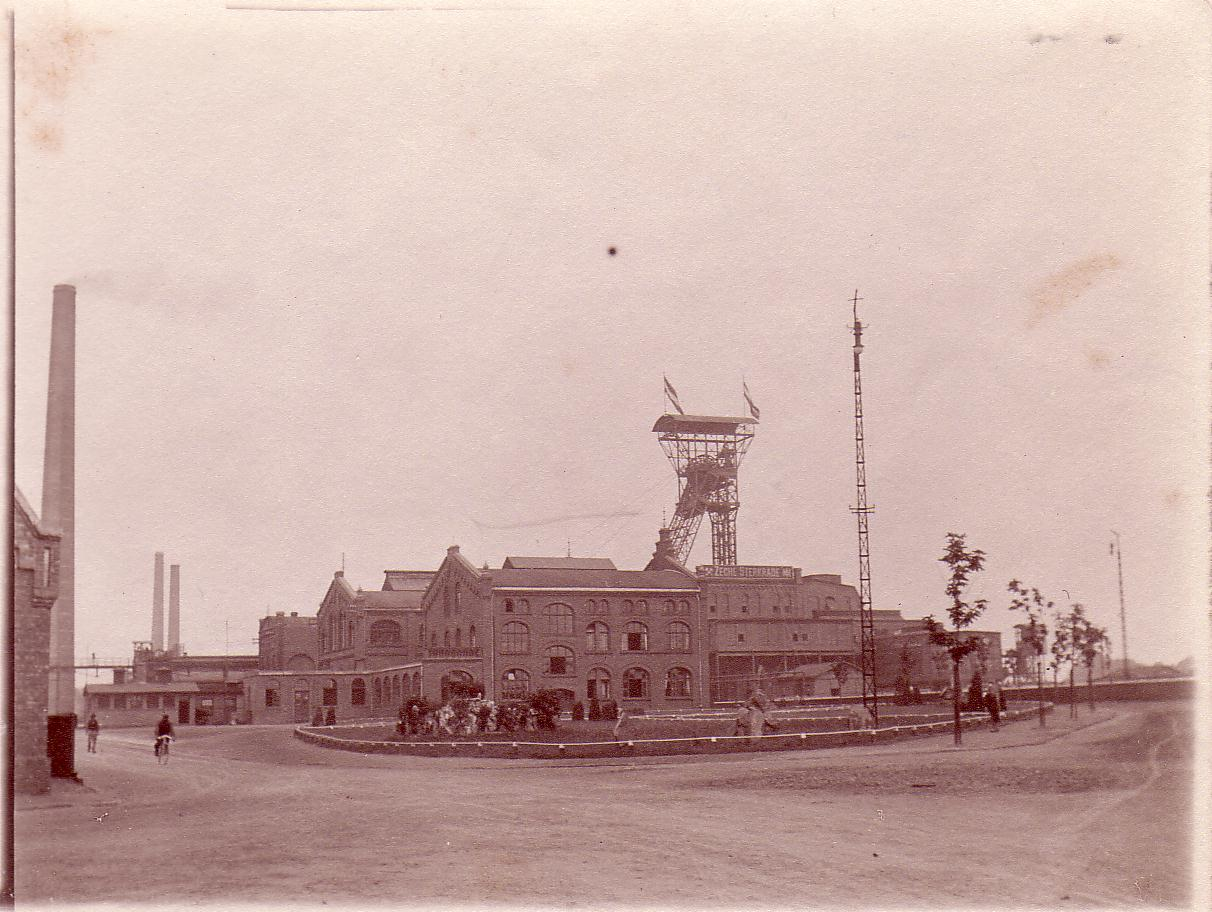
Tagesanlagen der Zeche Sterkrade um 1913

Die Schächte der ersten Tiefbauzechen nördlich der Ruhr (im Süden der Städte Dortmund, Bochum und Essen) mussten durch ein Mergeldeckgebirge von 30 bis 100 m abgeteuft werden. Die Schächte wurden anfangs noch mit Holz ausgebaut; bald ging man zur Ausmauerung mit Klinkern über, um die Schachtwand möglichst wasserdicht auszuführen und die Standfestigkeit zu erhöhen.
Die Wasserhaltung war das größte Problem des sich entwickelnden Tiefbaus. Anfänglich wurde mit einfachen handbetriebenen Holzpumpen oder Ledereimern das Grubenwasser zur Tagesoberfläche geleitet. Das Deckgebirge über dem Karbon ist wasserdurchlässig, so dass zwangsläufig Wasser in die Grubenbaue eindringt. Die Dampfmaschine wurde im Ruhrbergbau zuerst für die Wasserhaltung eingesetzt und setzte sich in den 1830er Jahren langsam durch. Das Grubenwasser wurde im Schachtsumpf gesammelt. Es wurden anfangs untertägig aufgestellte Pumpen verwendet, die über ein Gestänge angetrieben wurden, das zu der über Tage aufgestellten Dampfmaschine reichte. Es konnten so erste Erfolge bei der Wasserhaltung von Tiefbauzechen erreicht werden, obwohl die Anordnung sehr störanfällig und wenig effizient war und auch den nutzbaren Schachtquerschnitt verringerte. Als Fördermaschine wurde die Dampfmaschine erst später eingesetzt. Es gab dann Varianten, bei denen die Dampfmaschine alternativ für Wasserhaltung und Förderung verwendet werden konnte.
Zu Beginn des 19. Jahrhunderts wurden Hanfseile für die Schachtförderung verwendet. Ab 1836 setzte sich die Märkische Bergbehörde für die Verwendung von Stahlseilen ein. 1840 waren alle Fördermaschinen mit Dampfmaschinenantrieb mit den belastbareren und beständigeren Stahlseilen umgerüstet.
Das gängige Verfahren zum Abteufen von Schächten in der zweiten Hälfte des 19. Jahrhunderts war das Senkschachtverfahren. Es wurde ein Senkschuh aus Gussstahl in das Bohrloch abgelassen. Auf diesen Stahlring wurde die Schachtwand aus Klinker aufgemauert. Während auf dem Schachtgrund das Erdreich gelöst und in Kübeln nach über Tage gefördert wurde, sank der Schacht durch das Gewicht der aufgemauerten Schachtwand nach unten. Aber in mehreren Fällen erschwerten Wassereinbrüche die Teufarbeiten. Die Abfuhr des eingedrungenen Wassers mit Hilfe des Kübels oder mit den störanfälligen Gestängepumpen war oft unzureichend, so dass an mehreren Schächten die Abteufarbeiten zwischenzeitlich gestundet werden mussten. Bei Schächten, die in nördlicheren Gebieten mit höherem Mergeldeckgebirge abgeteuft worden sind, mussten teils mehrere Senkschächte ineinander angelegt werden, wenn die Reibung der Schachtwand zum Erdreich zu groß geworden war und der Senkschacht sich nicht weiter absenkte.
Die Kohlengewinnung erfolgte Mitte des 19. Jahrhunderts oft mit dem Pfeilerrückbau-Verfahren. Es wurde von einer höheren Sohle eine geneigte Strecke zum Abbaubetrieb aufgefahren, die als Bremsberg diente. Die beladenen schweren Kohlenwagen wurden am Streb befüllt und gebremst zur tieferen Sohle abgelassen. Gleichzeitig wurden mit dem höheren Gewicht der beladenen Wagen leere Wagen den Bremsberg hinaufgezogen. Vom Bremsberg aus wurden alle zehn bis zwölf Meter schmale horizontale Strecken in das Streb angelegt, bis man die Grenze der Abteilung erreichte. Die Streckenförderung der Kohle erfolgte in Förderwagen (Hunte), die entweder von Schleppern oder von Grubenpferden gezogen wurden.
Beim Pfeilerrückbauverfahren bleiben Kohlenpfeiler stehen, die noch eine gewisse Zeit das Gebirge tragen. Die ausgekohlten Hohlräume werden aber bald durch den Gebirgsdruck zusammengedrückt und die Folge sind Senkungen, die bis zur Tagesoberfläche reichen. Eine weitere Gefahr besteht in der Selbstentzündung der verbliebenen Kohlenpfeiler. Trotz der Nachteile herrschte dieses Abbauverfahren bis etwa 1880 vor. Beim Abbau wurde die Firste mit Holzausbau gesichert. Danach wurden die Hohlräume mit Bergen verfüllt (Handversatz). Auf diese Weise wurden die Senkungen der Tagesoberfläche verringert.
Das Abteufen eines Schachtes war Mitte des 19. Jahrhunderts eine langfristige und auch spekulative Investition, da sich das Abteufen über Jahre hinziehen konnte und der Verlauf der Flöze und der Störungen nur unzureichend bekannt war. Daher wurden bei Erreichen des Karbons zwei Sohlen (Wettersohle und Abbausohle) aufgefahren. Man begnügte sich vorerst mit einem Schacht, der eine Zwischenwand erhielt, um eine Seite für frische Wetter und die andere Seite für die Abwetter zu nutzen. Die Abwetter wurden an den Kamin des Kesselhauses angeschlossen, um den Kaminzug für die Abströmung der Abwetter zu nutzen. Mit der weiteren Ausdehnung der Grubengebäude und den auftretenden Wetterkurzschlüssen im Schacht war diese Form der Bewetterung nicht mehr ausreichend. Es ereigneten sich folgenreiche Schlagwetterexplosionen, oft in Verbindung mit Kohlenstaubexplosionen, die viele Tote verursachten. In den 1880er Jahren wurde daher von den Bergbehörden verlangt, dass jede Schachtanlage mindestens zwei Schächte unterhalten müsse, wovon einer als Frischwetter- und der andere als Abwetterschacht zu nutzen sei. Der Kaminunterdruck der Dampfkesselfeuerungen erwies sich als nicht mehr ausreichend, um ausreichend Abwetter abzuführen. Es wurden daher Grubenlüfter installiert mit einem radialen Lüfterrad, die von einer Dampfmaschine angetrieben wurden. Ab 1893 wurden auch Elektromotoren zum Antrieb von Grubenlüftern eingesetzt, mit denen dann im 20. Jahrhundert die Axiallüfter angetrieben werden konnten.
Etwa ab 1850 setzte man Grubenpferde zur Streckenförderung unter Tage ein. Allein die Hauderei Bischoff aus Gelsenkirchen vermietete im Ruhrbergbau bis zu 6.000 Pferde. Mit Einführung der Druckluft-, Diesel- und Elektrolokomotiven zu Anfang des 20. Jahrhunderts wurde das Grubenpferd verdrängt. Das letzte Grubenpferd namens Seppel wurde im August 1966 von der Zeche Lothringen in Bochum ans Tageslicht gebracht.
Um 1850 wurden die ersten Malakowtürme gebaut. Bis 1857 steigerte sich die Zahl der Zechen auf 296 und die Förderung auf 3,6 Millionen Tonnen. Kinderarbeit wurde 1854 untersagt, das Verbot der Bergbehörde galt für Jugendliche unter 16 Jahren.
Ebenfalls um 1850 erreichte der Steinkohlenbergbau die Emscherzone. Es entstanden Bergwerke in Gelsenkirchen, Herne, Castrop, Oberhausen und Bottrop. Für den Schachtausbau setzte man 1855 auf der Zeche Hibernia nach englischem Vorbild erstmals im Ruhrbergbau Tübbings ein. 1865 wurden die ersten Pressluftbohrer für den Kohlenabbau eingesetzt. Das ausgehende 19. Jahrhundert war von einer rasanten technischen Entwicklung begleitet: 1865 wurde die erste Druckluftbohrmaschine für die Herstellung von Sprenglöchern verwendet, ab 1866 wurde Dynamit eingesetzt. 1875 wurde die erste Schrämmaschine getestet.
Diese wirtschaftliche Entwicklung erforderte eine steigende Anzahl von Arbeitskräften im Bergbau. Der Mangel an qualifizierten Bergarbeitern führte ab 1855 zu dem zecheneigenen Wohnungsbau und der Anlage von Arbeitersiedlungen. Mit der Gestellung von günstigem Wohnraum sollten Arbeitskräfte angeworben und an die Zeche gebunden werden.
Der Verein für die bergbaulichen Interessen im Oberbergamtsbezirk Dortmund, kurz Bergbau-Verein, wurde 1858 als Unternehmerverband gegründet. Mit dem Allgemeinen Berggesetz für die preußischen Staaten vom 24. Juni 1865 ging der Bergbau von der staatswirtschaftlichen in die privatwirtschaftliche Form über.
Der Aufbau eines Eisenbahnnetzes war ein entscheidender Fortschritt, um Güter über mittlere und größere Entfernungen günstig befördern zu können, und dies machte sich der Bergbau früh zu Nutzen. Die erste Eisenbahnstrecke im Ruhrgebiet war die Bahnstrecke Köln–Duisburg, die 1846 ihren Betrieb aufnahm und im folgenden Jahr über Dortmund und Hamm bis Minden verlängert wurde. In der Folge wurden neue Schachtanlagen möglichst in der Nähe dieser Trasse errichtet, beispielsweise die ersten Schächte der Zeche Zollverein, das Bergwerk Hibernia oder die Zeche Von der Heydt, die unmittelbar an der Bahnlinie lagen, oder es wurden Stichbahnen zu den Bergwerken angelegt. Bis zum Ende des 19. Jahrhunderts war das Streckennetz im Ruhrgebiet durch überregionale Verbindungen und Zechenanschlussbahnen schon weit ausgebaut. Die Erschließung Deutschlands mit der Eisenbahn während der industriellen Revolution verbesserte nicht nur die Infrastruktur des Ruhrbergbaus, sondern steigerte auch den Bedarf nach Kohle und Stahl.
In den Tiefbauzechen gast Grubengas aus den Kohlenflözen aus und kann bei unzureichender Bewetterung ein explosionsfähiges Gemisch bilden. Es häuften sich Schlagwetterexplosionen, die Kohlenstaub in den Strecken aufwirbelten und in der Folge noch verheerendere Kohlenstaubexplosionen auslösten, was vielen Bergleuten das Leben kostete. Das aus der Zeit des Stollenbaus stammende offene Geleucht bildete oft die Zündquelle der Explosionen. Im Jahr 1881 wurde die Preußische Schlagwetterkommission eingesetzt, um Ursachen und Maßnahmen zur Vermeidung von Schlagwetterexplosionen zu erarbeiten. Als Maßnahme wurde die Benzinsicherheitslampe eingeführt, deren Flamme mit einem feinmaschigen Gitter umgeben war, das eine Zündung von der Flamme nach außen verhinderte und als Flammendurchschlagsicherung wirkte. Weitere Maßnahmen waren die Anordnung, Wasserleitungen in der Grube zu verlegen, um Kohlenstaub zu befeuchten, und das Verwendungsverbot von Schwarzpulver (1898).
Nach dem Deutsch-Französischen Krieg 1870–71 führten die Kontributionen zu einer großen Investition im Ruhrgebiet. Nach der Konstitution des Kaiserreiches 1873 kam es aber auch zur ersten großen Depression („Gründerkrach“), in deren Folge der Kohlenabsatz rückläufig war und der Preis sank. Dies führte zu Lohnsenkungen, Entlassungen von Bergleuten und sozialen Spannungen. Die soziale Problematik und der Kampf um gerechtere Löhne, bessere Arbeitszeiten, Unfall-, Kranken- und Rentenversicherungen drückten sich im ersten großen Bergarbeiterstreik von 1872 aus.
Die goldenen Jahre des Ruhrbergbaus lagen in der Epoche von 1880 bis 1914, die durch einen steilen Produktionsanstieg und ein erhebliches Bevölkerungswachstum gekennzeichnet sind. Um 1885 zählte man schon über 100.000 Bergleute im Revier. Der große Bergarbeiterstreik von 1889 führte schließlich zur Gründung von Bergarbeitergewerkschaften. Diese spielten bei den großen Streiks von 1905 und 1912 eine wichtige Rolle.
Um 1880 wurde die Abbaumethode vom Pfeilerrückbauverfahren zum Stoßabbau und dann zum Strebabbau mit Teil- oder Vollversatz über. Der abgebaute Bereich, der Alte Mann, wurde mit zerkleinertem Gestein verfüllt, das z. B. aus den Waschbergen stammt. Das zerkleinerte Gestein wurde Anfang des 20. Jahrhunderts mit Wasser vermischt und durch ein Rohrleitungssystem zum Abbau befördert. Es waren zwar 1908 insgesamt 35 Sprühversatzanlagen in Betrieb, aber wegen Verstopfungen bewährte sich das Verfahren nicht. Durch den Bergeversatz konnten Bergschäden zumindest reduziert werden.
Neben dem Ausbau des Eisenbahnnetzes wurde Ende des 19. Jahrhunderts der Aufbau eines Kanalnetzes für den preiswerten Transport von Massengütern in Angriff genommen. Der Dortmund-Ems-Kanal wurde 1899 fertiggestellt. Er verbindet seither über rund 230 km Dortmund mit der Ems bei Meppen. Damit war in der Fortsetzung über den Fluss die Verbindung des Ruhrgebiets zum Seehafen Emden über rund 270 km hergestellt. Der Kanal hatte 16 Schleusen und war vorerst für Schiffe mit einer Traglast bis 800 t ausgelegt. Ein Stichkanal führte als Abzweig unterhalb des Schiffshebewerks Henrichenburg in Waltrop bis zur Zeche Friedrich der Große in Herne. Der weitere Anschluss des Kanals zum Rhein erfolgte 1914 mit dem Ausbau des Rhein-Herne-Kanals von diesem Stichkanal aus. Er durchzieht parallel zur Emscher das Ruhrgebiet von Ost nach West und verbindet in der Gesamtstrecke mit dem Dortmund-Ems-Kanal über rund 50 km Dortmund mit dem Rhein bei Duisburg. An dem Kanal lagen viele Zechen, die eigene Werkshäfen zur Kohlen- und Koksverladung unterhielten. Ein weiterer Stichkanal des Dortmund-Ems-Kanals war seit 1915 der Datteln-Hamm-Kanal parallel zur Lippe im nördlichen Ruhrgebiet. Im Jahr 1928 erfolgte als dessen Fortsetzung noch die Anlage des Wesel-Datteln-Kanals, in der Einheit nun als Lippe-Seitenkanal bezeichnet.
1893 wurde das Rheinisch-Westfälische Kohlen-Syndikat gegründet. Im 19. Jahrhundert und zu Beginn des 20. Jahrhunderts ereigneten sich immer wieder folgenschwere Unfälle, oft mit vielen Verletzten und Toten. Die Hauptursache waren Explosionen durch Schlagwetter und Kohlenstaub, das Einstürzen von Strecken und Streben oder Unfälle bei der Verwendung von Sprengstoff. Eine folgenreiche Schlagwetterexplosion ereignete sich am 12. November 1908 auf der Zeche Radbod in Hamm. Infolge einer Schlagwetterexplosion, die vermutlich durch eine defekte Benzinsicherheitslampe ausgelöst wurde, starben 348 Bergleute durch Feuer und giftige Gase. Als Konsequenz wurde auf der Zeche die elektrische Sicherheitslampe eingeführt.

#### Rationalisierung zu Beginn des 20. Jahrhunderts

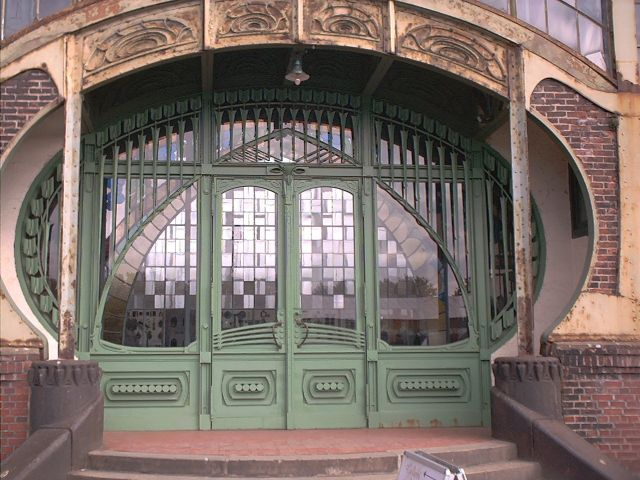
Eingang zur Maschinenhalle der Zeche Zollern 2/4

Bis Anfang des 20. Jahrhunderts erfolgte der Abbau der Flöze händisch mit den klassischen Werkzeugen Schlägel und Eisen, die ab 1910 in kurzer Zeit durch den Druckluftabbauhammer ersetzt wurden. In der Folge zeigten sich die negativen Auswirkungen dieses Abbauverfahrens auf die Gesundheit der Bergleute, die durch Vibrationen, Lärmbelastungen und Staubexposition erheblich beeinträchtigt wurde. Für die Kohlenabfuhr wurden vorwiegend Schüttelrutschen eingesetzt. Diese bestanden aus Blechwannen, die langsam vor- und schnell zurückgezogen wurden, um die gewonnene Kohle zur Förderstrecke zu transportieren. Der abzubauende Streb wurde durch die Bergezufuhrstrecke und die Kohlenförderstrecke erschlossen. An der Kohlenförderstrecke war das Ende der Schüttelrutsche so angeordnet, dass die Kohlen direkt in die Förderwagen gefüllt werden konnten. Die Streckenförderung der Kohle erfolgte zunehmend maschinell. Zum Einsatz kamen Fahrdrahtlokomotiven und Benzollokomotiven in nicht schlagwettergefährdeten Strecken, in gefährdeten Bereichen wurden Akkumulatorlokomotiven, druckluftbetriebene Lokomotiven und später vermehrt auch schlagwettergeschützte Diesellokomotiven eingesetzt. Einen Engpass in dem Transport der Kohle vom Flöz nach über Tage bildete die Schachtförderung, insbesondere bei der zunehmenden Tiefe der Fördersohlen. Die Malakowtürme aus der Mitte des 19. Jahrhunderts wurden etwa ab 1880 durch stählerne Fördergerüste abgelöst. Die höheren Gerüste erlaubten den Einbau von Förderkörben mit mehreren Etagen. Bessere Förderseile und leistungsstärkere Fördermaschinen erhöhten die Schachtförderquote. Die Förderseile wurden nicht mehr auf der Trommel aufgewickelt, sondern man verwendete die Koepeförderung, bei der das Seil in einer Seilrille auf der Treibscheibe läuft und an beiden Seilenden jeweils ein Förderkorb angeschlagen ist. Auf diese Weise können gleichzeitig leere oder mit Versatzbergen gefüllte Förderwagen nach unter Tage und volle Kohlenwagen nach über Tage befördert werden.
Zu Beginn des 20. Jahrhunderts wurden die ersten elektrischen Fördermaschinen eingesetzt. Erste Anlagen dieser Art im Ruhrbergbau waren die Maschinen der Musterzeche Zollern 2/4. Soweit eine Dampfversorgung an dem Förderort zur Verfügung stand, wurden auch noch nach dem Zweiten Weltkrieg Dampffördermaschinen aufgestellt und auf den Zechen Lohberg und Fürst Leopold bis in die 1990er Jahre betrieben. Der Fortschritt beim Kohlenabbau und der Kohlenförderung leistete zu Beginn des 20. Jahrhunderts einen erheblichen Beitrag zum Förderanstieg der Ruhrzechen.
Bei dem Abteufen der Tiefbauschächte durch den Emschermergel in der Mitte des 19. Jahrhunderts gab es außerordentliche Schwierigkeiten durch eindringendes Wasser in den abzuteufenden Schacht. Teilweise zog sich das Abteufen von Schächten über Jahrzehnte hin (z. B. Schacht Rheinpreußen 1). Ab 1910 ging man dazu über, vor dem Abteufen des Schachtes das Erdreich abzukühlen, so dass das im umgebenden Erdreich enthaltene Wasser gefror. Hierzu wurde um den geplanten Schachtquerschnitt in Bohrlöchern ein Kranz mit Doppelrohren in das Erdreich getrieben. Durch das Innenrohr wurde kalte Sole (z. B. eine Chlormagnesiumlösung) bei ca. −30 °C gepumpt, die durch das Außenrohr wieder ausströmen konnte. Nach dem Gefrieren des Bodens konnte der Schacht ohne Wasserzulauf und Erdbewegungen abgeteuft werden.
Durch einen ruhrgebietsweiten Bergarbeiterstreik im Jahr 1905 wurde eine Begrenzung der täglichen Arbeitszeit auf 8½ Stunden erreicht. In der Folge wurde am 22. Januar 1908 der Zechenverband als Vereinigung der Arbeitgeber im Ruhrbergbau gegründet, der die gemeinsamen Interessen der Zechenunternehmen gegenüber den Arbeitern und Angestellten vertrat.
Im 20. Jahrhundert stieg die Nachfrage nach Kohle und Koks weiter an. Dies führte zu einer weiteren Nordwanderung des Bergbaus. Die Zechenneugründungen stießen bis Dorsten, Selm und Werne nördlich der Lippe vor. Der östliche Bereich bis Hamm und Ahlen sowie der Niederrhein bis Kamp-Lintfort wurden ebenfalls vom Bergbau erschlossen. Nach der Einführung des Gefrierschachtverfahrens konnte auch das zunehmende Deckgebirge mit einer Dicke von 200 bis 400 Metern durchteuft werden. Um die Jahrhundertwende wurden die Tagesanlagen aufwändig und repräsentativ gestaltet, zumal die Wirtschaft florierte. Die Gebäude wurden oft im klassischen Stil des Historismus errichtet, der dem Zeitgeist des Kaiserreiches und dem Geltungsbedürfnis der Bergbautreibenden entsprach (siehe Zeche Zollern 2/4; ausgebaut 1902).
Die Einberufung von Bergleuten zum Kriegsdienst hatte zu Beginn des Ersten Weltkriegs einen Produktionsrückgang zur Folge. Die Steinkohlenfördermenge sank von 114 Millionen im Jahr 1913 auf 70 Millionen Tonnen im letzten Kriegsjahr. Die erschlossenen und einfach zu erreichenden Lagerstätten wurden planlos abgebaut, während die Ausrichtung (Auffahren neuer Strecken) weitgehend zum Erliegen kam. Dies hatte zur Folge, dass die Kohle an den am besten zu erreichenden Flözen abgebaut wurde und weniger ergiebige Flöze nicht abgebaut wurden. Für die Wartung der technischen Anlagen wurde das Notwendigste eingeschränkt. Insbesondere die Druckluftversorgung und Dampfkesselanlagen wurden abgewirtschaftet, so dass im Verlauf des Ersten Weltkriegs die Mechanisierung wieder rückläufig war. Für die eingezogenen Soldaten wurden Kriegsgefangene eingesetzt, die meist bergfremd waren. 1917 wurden verstärkt erfahrene Bergleute von der Front zurückgeordert, um die Produktion zu steigern. In dieser Zeit mussten Frauen, auch unter Tage, im Bergbau arbeiten.

#### Weimarer Republik

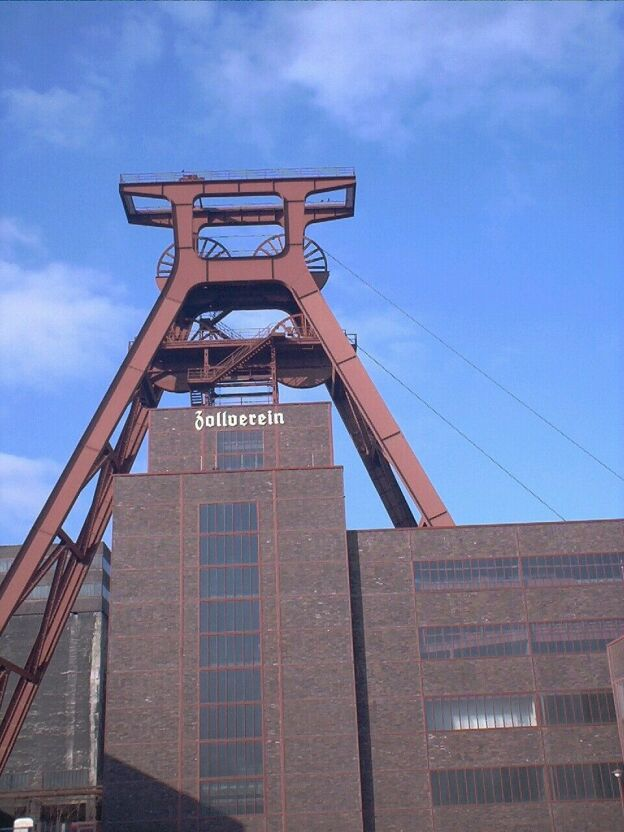
Zentraler Schacht 12 der Zeche Zollverein

Die Mann-Schichtleistung war im Kriegsverlauf gesunken und erreichte 1920, abgesehen von dem Jahr der Ruhrbesetzung 1923, ihren Tiefpunkt. Nach dem Krieg wurden auch die verbliebenen weniger ergiebigen Flöze abgebaut, und es musste viel Arbeitszeit in die vernachlässigte Aus- und Vorrichtung investiert werden. Nach dem Krieg war die Arbeitskraft bedingt durch die fortschreitende Inflation billig, so dass in den Ausbau der Gruben investiert wurde. Der Zeitraum bis 1925 war geprägt durch soziales Elend und Inflation. Die Besetzung des Ruhrgebietes durch französische Truppen im Jahre 1923 führte zu einem gezielten Förderrückgang mit einem absoluten Rückgang auf 40 Millionen Jahrestonnen. Eine Stabilisierung erfolgte Anfang 1924.
Im Jahre 1920 wurde der Siedlungsverband Ruhrkohlenbezirk (heute Regionalverband Ruhr) gegründet, um vor dem Hintergrund der Reparationsforderungen aus dem Versailler Vertrag zusätzliche 150.000 Bergleute und etwa 600.000 weitere Menschen im Ruhrgebiet anzusiedeln. 1922 erreichte man die höchste Beschäftigtenzahl im Ruhrbergbau mit 576.644 Beschäftigten.
Die goldenen Jahre der Weimarer Republik in den Jahren 1925 bis 1929 hatten auch einen wesentlichen wirtschaftlichen Aufschwung in der Industrie zur Folge. Im Bereich des Bergbaus hatte dies nach zehnjähriger Stagnation die Modernisierung und den Ausbau der Schachtanlagen zur Folge. Nach dem Ersten Weltkrieg waren die Schachtanlagen vor dem Hintergrund niedriger Lohnkosten ausgebaut worden. Im Einzelnen waren es folgende Rationalisierungsmaßnahmen: Auffahren von Strecken mit größerem Abstand und größerem Streckenquerschnitt, drastische Reduzierung von Betriebspunkten und Konzentration des Abbaus auf längere Strebe, Ausbau der Energieversorgung (Dampf, Druckluft, Kraftwerk), Ausleuchtung von Betriebspunkten unter Tage mit elektrischer Beleuchtung, fast ausschließlicher Abbau mit dem Drucklufthammer nach Stabilisierung der Druckluftversorgung. Von 1927 bis 1934 nahm die Zahl der Betriebspunkte um 75 Prozent ab und gleichzeitig konnte die Wetterführung vereinfacht werden.
Während die Kohlen bislang auf mehreren Schächten eines Bergwerkes gefördert wurden, begann man, die Förderung auf einen Schacht zu konzentrieren. Diese Rationalisierungsmaßnahme hatte zur Folge, dass stärkere Fördermaschinen eingesetzt wurden, der Wagenumlauf am Schacht optimiert und die Kohlenaufbereitung weiter mechanisiert wurde. Es wurden viele vollständig neue Schachtanlagen in den bestehenden Kohlenfeldern angelegt. Die Architektur der Zeit löste sich von den klassischen Einflüssen der Kaiserzeit. Eine besondere Entwicklung waren die in den 1920er Jahren gebauten sogenannten Hammerkopftürme, die aus einem Stahlgerüst bestanden. Die Fördermaschine war in einem verklinkerten geschlossenen Raum auf dem Kopf des Stahlgerüstes aufgestellt, der über das Gerüst hinausragte (Beispiele: Schächte Minister Stein 2 und 4, Hannibal 1). Sie waren die Vorläufer der später errichteten Stahlbetontürme.
Die Moderne, der Bauhausstil und funktionelle Formgebung prägten auch die Zechenneubauten; herausragendes Beispiel ist die Zeche Zollverein. Die Förderung des im Jahre 1928 errichteten Schachtes 12 mit 12000 Tonnen pro Tag lag weit über dem Durchschnitt anderer Zechen. Diese Förderrate einer Schachtanlage ist im Ruhrbergbau nicht mehr überschritten worden, so dass damit die Entwicklung in Bezug auf eine Zentralisierung bereits einen Endpunkt erreicht hatte. Während in den 1920er Jahren noch filigrane genietete Strebengerüste gebaut wurden (siehe Förderschacht 9 der Zeche Consolidation), wurde das Gerüst des Schachtes Zollverein 12 als vollwandig vernietetes Doppelbockfördergerüst ausgeführt.
Im Jahr 1926 brach die Kohleförderung in England infolge eines Bergarbeiterstreiks (Mai bis November 1926) fast vollständig ein. Der Ausfall konnte von der deutschen Steinkohle kompensiert werden. Der Export von Steinkohle im Jahr 1926 konnte gegenüber dem Vorjahr verdoppelt und somit auch die kontinentalen Märkte in Nordwesteuropa bedient werden. Diese Exporte, insbesondere nach Skandinavien, konnten bis zum Beginn des Zweiten Weltkriegs gehalten werden. Infolge der Rationalisierungsmaßnahmen wurden nach 1922 weniger gut ausgebildete Bergleute entlassen. Die Rationalisierungsmaßnahmen, der Verbleib besser ausgebildeter Bergleute und die hohe Auslastung der Zechen führte zu einem drastischen Anstieg der Produktivität (Verdopplung zwischen 1924 und 1931). Die erreichte Schichtleistung von ca. 2 t pro Untertagebeschäftigten konnte erst in den 1970er Jahren deutlich gesteigert werden.
In den 1920er Jahren wurden insbesondere in den Krisenjahren 1925 und 1931 viele unrentable Zechen stillgelegt. Dies betraf besonders die Zechen in der Südrandlage, deren Vorräte schon weit aufgebraucht waren und die schlecht vermarktbare Ess- und Magerkohlen abbauten. Aufgrund der geologisch ungünstigen Ausrichtung der Flöze war die Einrichtung rationeller langer Abbaufronten nicht möglich. Auch einige Zechen der Lippe-Emscher-Region wurden aufgrund ungünstiger geologischer Lagerstätten aufgegeben (z. B. Zeche Hibernia).
Diese Konzentration konnte auch bei den Kokereien beobachtet werden. Viele kleine, unrentabel arbeitende Kokereien wurden stillgelegt, dafür wurde Zentralkokereien in den späten 1920er Jahren errichtet; Beispiele sind die Kokerei Hansa und die Kokerei Prosper.

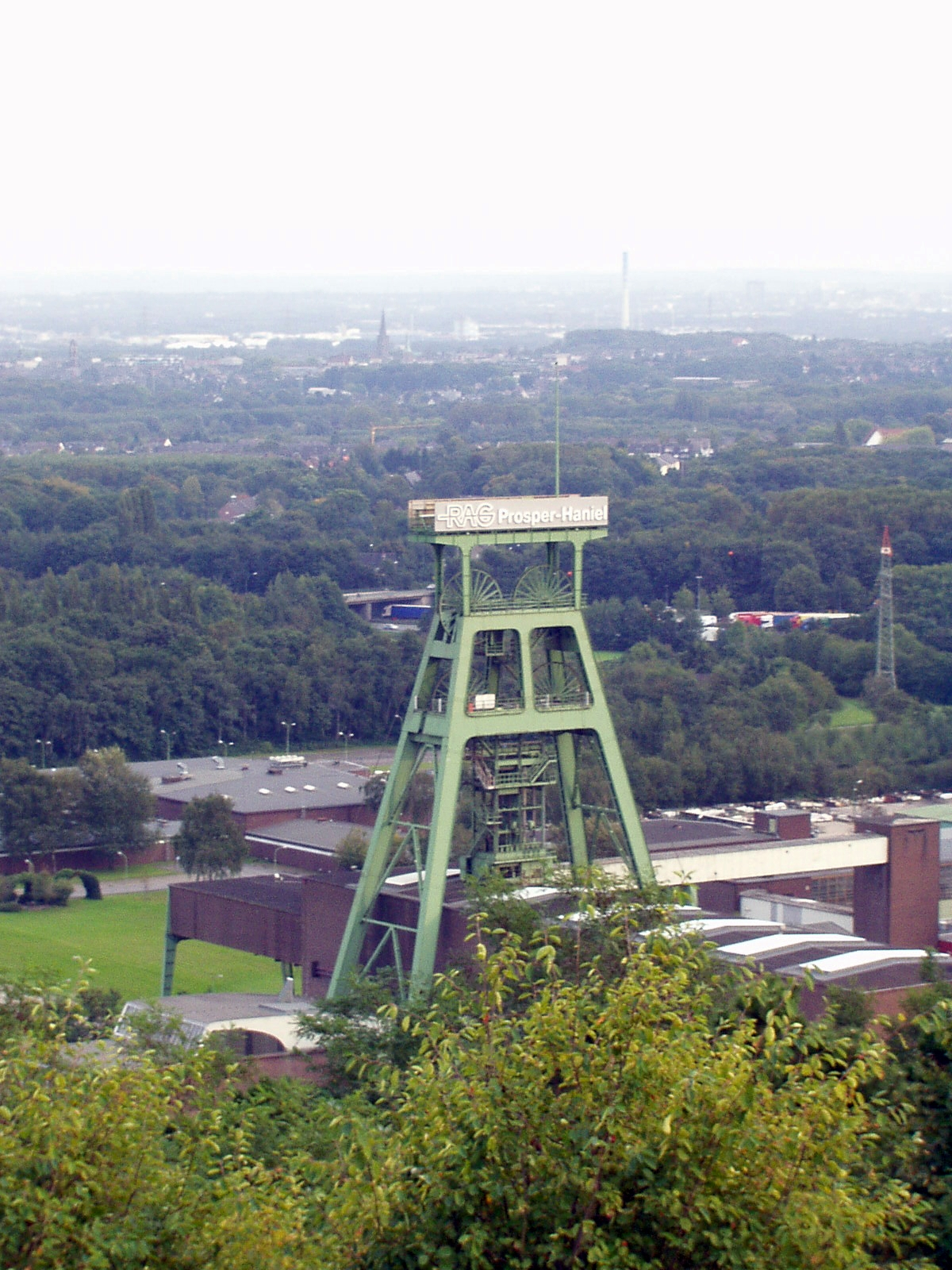
Das bis 2018 fördernde Bergwerk Prosper-Haniel

#### Zeit des Nationalsozialismus
Unter Tage wurden zu Beginn der 1930er Jahre die Abbaubetriebe durch längere Streblängen vergrößert. Auf einer Streblänge von 200 m konnten bis zu 80 Kohlenhauer gleichzeitig arbeiten. Das Flöz wurde mit Schrämmaschinen angeritzt. Der Abbau erfolgte mit dem Abbauhammer, und die Kohlen wurden mit der Schüttelrutsche zur Abbaustrecke befördert. So verringerte sich die Zahl der Betriebspunkte zwischen 1927 und 1937 von 16.700 auf 3.551. 1927 wurden erstmals Diesellokomotiven eingesetzt. 1939 setzte man den ersten Walzenschrämlader und Ladegeräte ein.
| Kohleförderung im Ruhrgebiet 1943–1945 | Kohleförderung im Ruhrgebiet 1943–1945 |
| Datum                                  | t/Tag                                  |
| -------------------------------------- | -------------------------------------- |
| 1943                                   | 400.000                                |
| Februar 1944                           | 390.000                                |
| Februar 1945                           | 190.000                                |
| Tage der Besetzung                     | 11                                     |
| Mitte Mai 1945                         | 7.000                                  |
| Ende Mai 1945                          | 20.000                                 |
| Mitte Juni 1945                        | 40.000*                                |

Die Aufrüstung im nationalsozialistischen Deutschland und die Kriegswirtschaft im Zweiten Weltkrieg hatten einen hohen Kohlebedarf zur Folge. Die Kohle wurde für die Stahlerzeugung (Kokseinsatz), als Brennstoff für Dampflokomotiven und zur Erzeugung von Treibstoff genutzt. Die Kohleverflüssigung wurde in den 1930er Jahren an mehreren Hydrieranlagen im Ruhrgebiet vorwiegend mit dem Bergius-Verfahren und auch der Fischer-Tropsch-Synthese aufgebaut. Der synthetische Treibstoff wurde für Straßenfahrzeuge, Panzer und Flugzeuge verwendet. Zur Sicherstellung des Kohlenabbaus wurden bis 1942 Bergleute vom Kriegsdienst freigestellt. Mit der Verschlechterung der Kriegslage wurden dann vermehrt auch Bergleute zum Kriegsdienst eingezogen und Zwangsarbeiter, meistens Kriegsgefangene, ersetzten sie unter schwersten Arbeitsbedingungen und Repressalien. Auf den Zechengeländen wurden Barackenlager für die Zwangsarbeiter errichtet. Diesen wurden in den meisten Fällen bei Bombenangriffen eine Schutzstellung verwehrt, so dass dieser Personenkreis oft zu den Kriegsopfern zählte.
In einem Stimmungsbericht der NSDAP-Gauleitung Westfalen-Nord für den Januar 1939 heißt es:

„Im Industriegebiet beginnt die Bergarbeiterschaft ganz offensichtlich unruhig zu werden. Die Mißstimmung über das Ausbleiben der ‚versprochenen sozialen Verbesserungen, auf welche der Bergarbeiter seit 1933 wartet’, greift auf breite Kreise über.“

Eine Denkschrift des Fachamtes Bergbau der Deutschen Arbeitsfront (DAF) vom November 1938, stellte fest, dass durch Sozialpropanda, moralische Appelle oder durch den Reiserummel der Organisation Kraft durch Freude es nicht gelungen ist, Zustimmung zum Nationalsozialismus und der Betriebsgemeinschaft zu erlangen. Die Denkschrift schlug bei der Industrie „wie eine Bombe“ ein. Gustav Knepper hielt sie für eine „Hetzschrift“ ohne praktischen Wert. Hermann Kellermann schrieb an Paul Reusch, dass es sich nicht lohne den „Unsinn“ zu lesen, den diese verzapfe. Die Wirtschaftsgruppe Bergbau protestierte gegen die Denkschrift. Daraufhin distanzierte sich der Leiter des Fachamtes Bergbau Albert Padberg von ihr und gab sie als das Werk eines einzelnen Mitarbeiters aus. Daraufhin wurde Padberg von der DAF entlassen, erhielt aber eine gut bezahlte Stelle in der Industrie.
Die Zechen des Ruhrbergbaus zählten zu den besonderen Zielen von Bombenangriffen auf Industrieanlagen, die bereits 1940 begannen (siehe auch Luftangriffe auf das Ruhrgebiet). Während bei dem ersten Luftkrieg über dem Ruhrgebiet (Battle of the Ruhr) Innenstädte betroffen und viele Tote zu beklagen waren, waren die Schäden bis Anfang 1944 meistens noch reparabel, und die Auswirkungen der Angriffe konnten durch Gegenmaßnahmen (Flugabwehr, Brandschutzmaßnahmen, Verdunkelung) gemindert werden. Schwere Schäden an zentralen Einrichtungen der Zechen konnten meistens innerhalb von ein bis zwei Monaten repariert oder durch Provisorien behoben werden. In der Zeit von Mitte 1943 bis Mitte 1944 wurden kaum Angriffe auf das Ruhrgebiet geflogen. So war es möglich, bis Mitte 1944 die Kohlenproduktion im Ruhrgebiet auf dem vorigen Stand zu halten.
Die zweite Luftschlacht über dem Ruhrgebiet, die schließlich zur fast vollständigen Zerstörung der Innenstädte führte, erfolgte ab März 1944. Der Zerstörungsgrad der Industrieanlagen war sehr unterschiedlich. Während einige Zechen fast vollständig zerstört wurden und die Förderanlagen ausfielen, konnten andere Zechen kurze Zeit nach der Einnahme des Ruhrgebietes wieder in Förderung gehen. Die innenstadtnahe Zeche Präsident in Bochum ist nach dem Zweiten Weltkrieg nicht mehr aufgebaut worden, während z. B. die größte Zeche des Ruhrgebietes, die Zeche Zollverein, nur relativ geringe Schäden aufwies.
Infolge der direkten Kriegseinwirkungen und des Ausfalls der Verkehrsinfrastruktur stellten die Zechen die Förderung vor Einmarsch der Alliierten ein. Der Krieg hatte nicht nur den Ausfall vieler übertägiger Zecheneinrichtungen zur Folge. Es wurden zwar bis 1944 weitere Schächte abgeteuft, allerdings wurden keine Investitionen in die technischen Anlagen getätigt, soweit diese nicht direkt der Erhöhung der Förderung dienten. Ferner wurde die Auffahrung neuer Strecken oder Sohlen vernachlässigt, so dass neben den direkten Zerstörungen die Kriegswirtschaft zu einer deutlichen Verschlechterung der Infrastruktur der Bergwerksanlagen führte.

#### Nachkriegszeit und Wiederaufbau

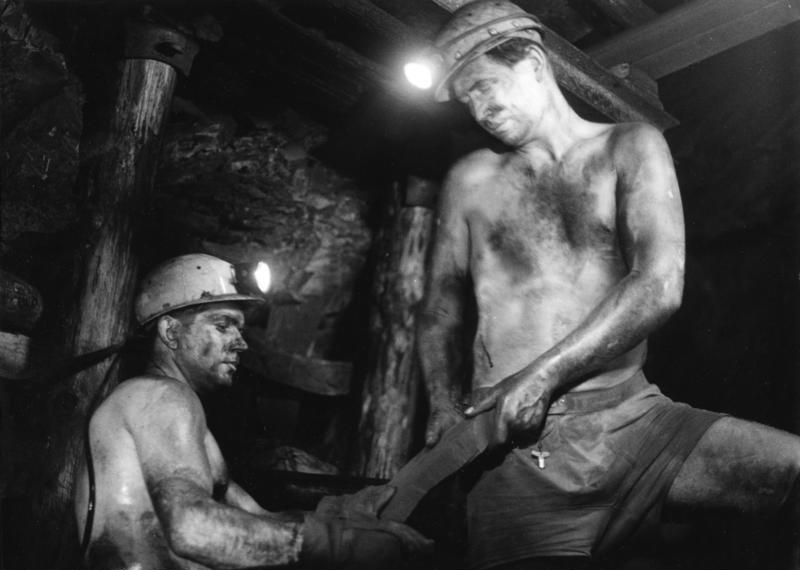
Essener Bergleute im Stollen, Januar 1961

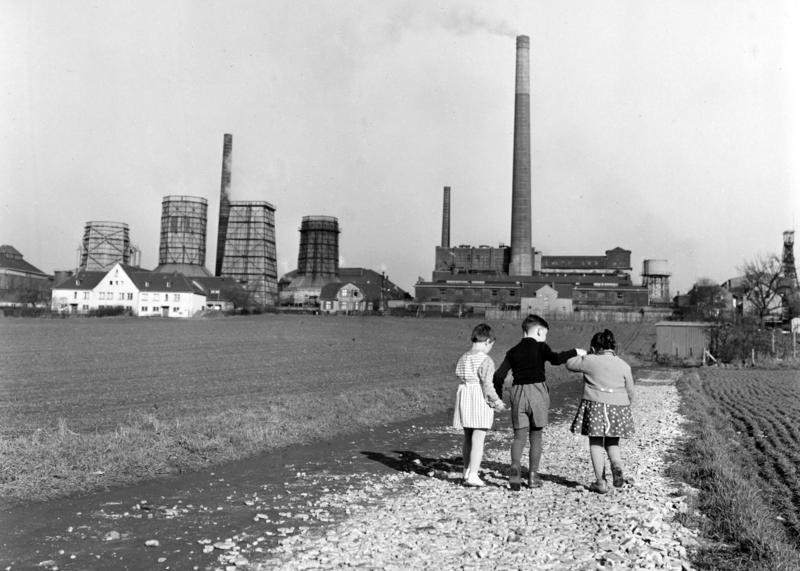
Spielende Kinder vor der Zeche Mansfeld, Bochum, 1961

Mit der Kapitulation brach die Kohleförderung drastisch ein. Viele jüngere Männer befanden sich in Kriegsgefangenschaft und die in den Ruhrzechen eingesetzten Zwangsarbeiter verließen das Land. Die Belegschaft belief sich im Jahr 1945 auf 276.192 Mann. Die Arbeitsfähigen hatten nach dem Zusammenbruch die existentiellen Schwierigkeiten der Lebensmittelversorgung zu lösen, beispielsweise durch Hamsterfahrten. Hinzu kam, dass die schlechte Versorgungslage zu einem hohen Krankenstand bei den Bergleuten führte. In den geologischen Bereichen des südlichen Ruhrgebiets, in denen die Kohlenflöze bis an die Erdoberfläche reichen, begann an vielen Stellen ein unkontrollierter und bei den Bergämtern nicht dokumentierter Kohlenabbau, der meistens der privaten Versorgung mit Brennstoff diente. Die Zechenleitungen hatten keinen Einfluss auf die Gestaltung der Verkaufspreise. Dies hatte zur Folge, dass die Kohlenförderung der meisten Zechen verlustbehaftet war und so kein Kapital in Modernisierungsnahmen investiert wurde. Die Alliierten verboten Aus- und Vorrichtungsarbeiten. Viele Betriebseinrichtungen waren verschlissen und überaltert, aber angesichts des Kapitalmangels waren größere Investitionen nicht möglich.
Der Ruhrbergbau wurde ab August 1945 von der Organisation North German Coal Control der britischen Besatzungsmacht geleitet. Die amerikanische und später noch die französische Besatzungsmacht traten dieser Kontrollbehörde unter dem Namen Combined Coal Control Group bei. Die Versorgungslage der Bevölkerung verschlechterte sich in den ersten Nachkriegsjahren weiter und führte im April 1947 zu einem Hungerstreik der Zechenbelegschaften. In der Folge wurden die Bergarbeiter bei der Zuteilung von Lebensmitteln, insbesondere auch den CARE-Paketen, besonders bedacht. Ab 1947 wurden deutsche Stellen geschaffen, insbesondere wurde von der britischen und der amerikanischen Besatzungsmacht die Deutsche Kohlenbergbau-Leitung (DKBL) gegründet. Durch die Organisation wurde der Bergbau an Rhein und Ruhr in Bezirke gegliedert und die teils verwaisten Vorstände der Bergwerksgesellschaften wurden neu besetzt.
Am 20. Februar 1946 ereignete sich das größte Bergwerksunglück des Ruhrbergbaus: Auf der Zeche Grimberg in Bergkamen verloren 405 Bergarbeiter bei einer Schlagwetterexplosion ihr Leben. Erst 1948 konnte die Zeche den Betrieb wieder aufnehmen.
Mit den Plänen zur Gründung der Bundesrepublik Deutschland erneuerte Frankreich seine bereits 1946 erhobene Forderung nach einer internationalen Kontrolle der rüstungsrelevanten Ruhrwirtschaft. Über die 1949 geschaffene Internationale Ruhrbehörde kontrollierten die Teilnehmer der Londoner Sechsmächtekonferenz (USA, Vereinigtes Königreich, Frankreich, Belgien, Niederlande und Luxemburg) Produktion und Absatz der Ruhrwirtschaft, und damit des Ruhrbergbaus, auch nach Gründung der Bundesrepublik. Die Souveränität des jungen Staates war somit noch stark eingeschränkt. Der Bundesregierung war diese Frage so wichtig, dass der Marshallplan-Minister Franz Blücher die Vertretung Deutschlands bei der Ruhrbehörde wahrnahm.
Während des ersten wirtschaftlichen Aufschwungs der Bundesrepublik Deutschland bestand eine bedeutende Kohlenknappheit, zumal sich die Verwendung von Mineralöl noch nicht durchgesetzt hatte. Zur Steigerung der Förderung wurde daher die Belegschaftszahl erhöht. Das hohe Durchschnittsalter der Belegschaft, das relativ hohe Alter der Betriebsanlagen und die sich erhöhende mittlere Teufe der Abbaubetriebe (1936: 665 Meter; 1951: 756 Meter) wirkten sich negativ auf die Betriebsergebnisse aus. Rationalisierungsmaßnahmen bei der Gewinnung (Kohlenhobel, Panzerförderung, stempelfreie Abbaufront) und Förderung (Vierseilförderung auf der Zeche Hannover) waren praktisch erprobt, konnten sich aber nur langsam durchsetzen. Die DKBL versuchte insbesondere zerstörte und veraltete Kohlenaufbereitungsanlagen, Kokereien und Kraftwerke instand zu setzen, was auf erheblichen Widerstand der Besatzungsmächte stieß. Aufgrund des befürchteten internationalen Wettbewerbes wurden Verbote und Einschränkungen auferlegt. Die vor dem Krieg errichteten Kohleverflüssigungsanlagen wurden bis auf die Anlage in Bergkamen nicht wieder in Betrieb genommen.
Ziel der Besatzungsmächte war die Entflechtung des Kohlenbergbaus und die Verhinderung der Konzentration von wirtschaftlicher Macht. Die DKBL erhielt auf Grund des Gesetzes Nr. 27 der Alliierten Hohen Kommission den Auftrag, Vorschläge für eine Neuordnung zu erarbeiten. Einem von der Bundesregierung am 14. März 1951 erstellten Vorschlag zur Entflechtung stimmte die Alliierte Hohe Kommission schließlich zu. Im Jahr 1951 wurde auch die Mitbestimmung der Arbeitnehmer in den Vorständen der Eisen schaffenden Industrie und des Kohlenbergbaus verabschiedet (Montanmitbestimmung).
Die Übergangszeit nach dem Zweiten Weltkrieg endete mit der Auflösung der Internationalen Ruhrbehörde im Februar 1953, nachdem deren Kontrollfunktion auf die Europäische Gemeinschaft für Kohle und Stahl übergegangen war, und mit der Liquidation des DKBL Mitte 1953. Die Kriegsschäden an Werken und Wohnungen waren weitgehend beseitigt und es wurden verstärkt Aus- und Vorrichtungsarbeiten durchgeführt. Die Kohlengewinnung und -förderung wurde weiter mechanisiert und die Förderung erreichte 1952 fast den Vorkriegsstand. Die Erzeugung von Koks überschritt mit 33 Millionen Tonnen bereits den Vorkriegsstand. Am 14. Mai 1952 wurde als Zusammenschluss der Bergwerksunternehmen der Unternehmensverband Ruhrbergbau in Essen gegründet.
Unter diesem Eindruck erfolgte in den 1950er Jahren eine Investitionswelle. Neben dem Aufbau neuer Schachtanlagen wurden bestehende Förderstandorte weitreichend modernisiert und zum Beispiel die Fördereinrichtungen und Kohlenaufbereitung vollständig erneuert. An den alten Zechenstandorten, vornehmlich südlich der Ruhr, wurden an aufgegebenen Standorten wieder Kleinzechen eröffnet. Die Felder wurden meist von den Altbergbaugesellschaften gepachtet. Die Kohlenabfuhr erfolgte meistens mit Lastkraftwagen, die Klein- und Mittelbetriebe in der Umgebung belieferten.
Bis zum Anfang der 1950er Jahre war elektrische Energie unter Tage für Beleuchtung, Pumpenantrieb und ggf. für Fahrdrahtlokomotiven eingesetzt worden. Mit dem mechanisierten Abbau wurde eine hohe elektrische Leistung für die Antriebe benötigt, so dass damit auch der Aufbau einer leistungsfähigen Stromversorgung für die Untertagebetriebe notwendig wurde. Die klassische Energie Druckluft wurde teilweise durch elektrische Antriebe substituiert.

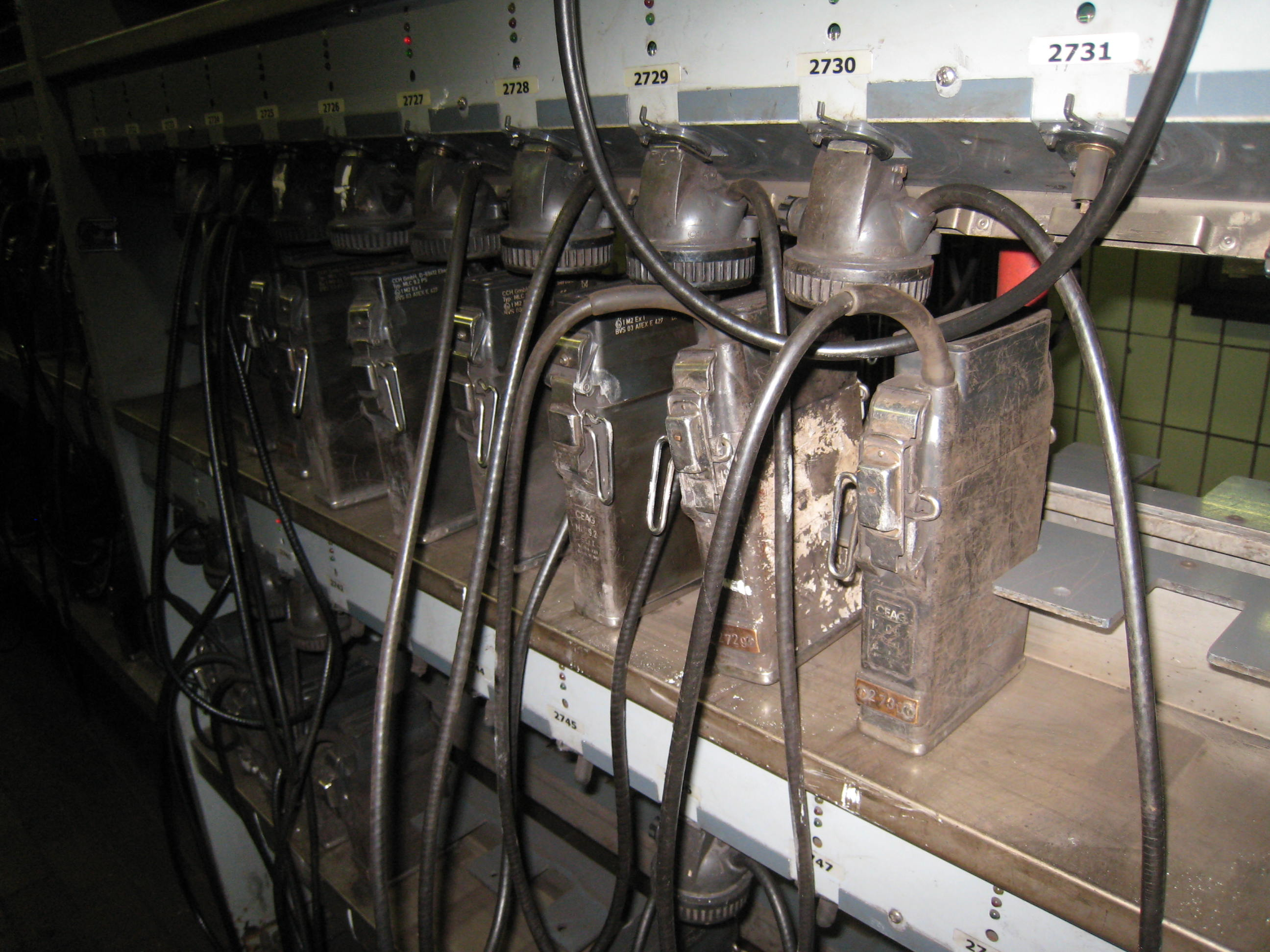
Akkulampen im Ruhrbergbau

Der Arbeitskräftemangel im Bergbau führte zu einer Rationalisierungswelle. Ein wesentlicher Ansatzpunkt war der Kohlenabbau. Voraussetzung einer mechanisierten Kohlengewinnung war der Aufbau einer stempelfreien Abbaufront. Soweit es die Festigkeit des Hangenden zuließ, wurden Reibungsstempel aus Stahl verwendet, die eine Stahlkappe hatten. 1949 wurde auf der Zeche Jacobi in Oberhausen der erste Panzerförderer eingesetzt, mit dem die Kohle aus dem Streb zur Abbaustrecke befördert werden konnte. Im zweiten Schritt folgte die Inbetriebnahme einer mechanisierten Abbaumaschine wie des Löbbehobels auf der Zeche Jacobi im Jahr 1951.
Aus den Beschäftigtenzahlen und der Förderquote kann abgeleitet werden, dass sich die Förderung je Beschäftigten seit der Jahrhundertwende bis in die 1950er nicht geändert hat (1900: 263 Jahrestonnen pro Beschäftigten; 1956: 257 jato/Beschäftigten). Es gab zwar Schwankungen, die aber durch Veränderung der Schichtzeit, Kriegseinwirkungen, zwangsverordnete Sonderschichten und die Ruhrbesetzung erklärt werden können. Die Rationalisierungsmaßnahmen konnten nur die im Laufe der Jahre schwieriger werdenden Abbaubedingungen, die sich zum Beispiel durch größere Teufen und längere Wege von den Förderstellen zu den Schächten ergeben haben, kompensieren. Insbesondere der im südlichen Ruhrgebiet oft anzutreffende Abbau in steiler Lagerung konnte nicht durchgreifend rationalisiert werden. Der Abbau des Kohlenflözes erfolgte hier weiterhin mit dem Abbauhammer. Bis zur Kohlenkrise Ende der 1950er Jahre war es Unternehmenspolitik, die abbaubaren Kohlenvorräte so weit wie möglich zu nutzen, um eine lange Lebensdauer der Schachtanlage zu erreichen. Dies hatte einen erheblichen Personalbedarf für die Kohlengewinnung zur Folge.
Mitte der 1950er Jahre wurden viele Neubauprojekte aus der Vorkriegszeit weitergeführt, die auf Grund des Kriegs eingestellt worden waren; Beispiele sind:
- Errichtung der Zentralschachtanlage Germania (begonnen: 1939; abgeschlossen: 1954, Abriss 1974, Fördergerüst steht auf dem Gelände des Deutschen Bergbaumuseums in Bochum),
- Errichtung des Zentralförderschachtes 7 der Zeche Ewald (begonnen: 1940; Abschluss: Mitte 1950er Jahre),
- Aufbau der Schachtanlage Rossenray in Kamp-Lintfort (1943: Beginn der Abteufarbeiten; 1945 eingestellt; 1959 erreichten die Schächte 1 und 2 die Endteufe, Abriss 2019).

Des Weiteren wurden an anderen Schachtanlagen zur Kapazitätserhöhung und Konzentration der Förderung auf einen Schacht neue Förderschächte abgeteuft oder vorhandene Schächte mit modernen Förderanlagen ausgerüstet. Neue Fördereinrichtungen wurden als Vierseilförderung konzipiert. In vielen Fällen wurden Betonfördertürme mit Turmfördermaschinen errichtet. In den 1950er Jahren wurde noch vorwiegend die Gestellförderung angewandt.
Beispiele für Betonfördertürme mit Turmfördermaschinen sind:
- Schacht 1 der Zeche Friedrich Heinrich, Kamp-Lintfort, Stahlbetonförderturm,
- Zentralförderschacht 7 der Zeche Auguste Victoria (1956/57 abgeteuft),
- Zentralförderschacht 11 der Zeche Shamrock (Herne, abgeteuft ab 1957, Stahlbetonförderturm; ab 1967 Förderschacht der Zeche General Blumenthal; Abriss 2013)
- Zentralförderschacht 3 der Zeche Westerholt in Herten (Teufbeginn 1956).

Darüber hinaus wurden die Zechenkraftwerke modernisiert oder neu errichtet. Außerdem wurde die Kokserzeugungsrate durch Kokereineubauten und Modernisierungen wesentlich gegenüber dem Vorkriegsstand erhöht. Der Steinkohlenbergbauverein ging nach einer offiziellen Verlautbarung vom 29. Juli 1958 davon aus, dass sich der Bedarf an Ruhrkohle in den nächsten 20 Jahren auf 180 Millionen Jahrestonnen erhöhen würde. Die Kapazitätserhöhung sollte durch die Inbetriebnahme neuer Schachtanlagen in bisher nicht aufgeschlossenen Feldern, die Zusammenlegung bestehender Schachtanlagen und durch Rationalisierungsmaßnahmen erfolgen.

#### Kohlekrise
Im Jahr 1956 wurden fast 125 Millionen Tonnen Steinkohle gefördert, der Höchststand nach dem Zweiten Weltkrieg. Die Löhne der Bergleute lagen mittlerweile in der Spitzengruppe und die Gewerkschaften hatten sich eine starke Position erkämpft. Der Beruf des Bergmanns war trotz der hohen körperlichen Belastung attraktiv. In der Nachkriegszeit waren viele Heimatvertriebene ins Ruhrgebiet gekommen; ab 1956 kamen Gastarbeiter.
In der Hochkonjunkturphase in der ersten Hälfte der 1950er Jahre konnte die deutsche Steinkohlenförderung den Bedarf nicht vollständig decken, so dass Kohle auch aus den USA, der Tschechoslowakei und Jugoslawien importiert werden musste. Daneben drängte Erdöl als neuer Energieträger auf den deutschen Markt. Neben der Verwendung als Treibstoff für Fahrzeuge wurde Heizöl verstärkt als industrieller Brennstoff eingesetzt. Die Scholven Chemie AG errichtete 1956 in Gelsenkirchen-Buer eine Erdölraffinerie, die 1958 in Betrieb ging.
Bis 1958 wurde die geförderte heimische Kohle direkt an die Verbraucher weitergeliefert. In den Folgejahren konnte die Gesamtförderung jedoch nicht mehr vollständig vermarktet werden und Kohle musste aufgehaldet werden. Im Jahr 1958 betrugen die Haldenbestände bereits 12,3 Millionen Tonnen, etwa zehn Prozent der Jahresförderung. Als Gegenmaßnahme wurden am 22. Februar 1958 die ersten Feierschichten eingelegt. Die Ursache des Absatzrückganges war die Substitution der Kohle durch Erdöl, dessen Preis infolge eines Überangebotes auf dem Weltmarkt sank, da im arabischen Raum verstärkt Erdöl gefördert wurde. Seitens der Bundesregierung wurden die Zölle für Mineralölprodukte aufgehoben. Eine weitere Ursache des Absatzrückganges war der steigende Einsatz von Importkohle, die in Verbindung mit sinkenden Frachtpreisen und günstigeren geologischen Verhältnissen in den Erzeugerländern preisgünstiger als die heimische Kohle angeboten werden konnte. Am 30. September 1958 wurde die Zeche Lieselotte in Bochum geschlossen und wenig später die Zeche Friedrich Thyssen. Zechenunternehmer und die IG Bergbau befürworteten protektionistische Maßnahmen zur Eindämmung der Öl- und Kohleimporte; die Bundesregierung unter Bundeskanzler Adenauer lehnte dies ab. Nach dem ungehemmten Aufstieg des Kohleabsatzes nach dem Zweiten Weltkrieg war der Umfang der beginnenden Kohlekrise nicht absehbar; sie erwies sich als jahrzehntelang und schwerwiegend.
Zwischen Februar 1958 und Juni 1959 waren bereits 5 Millionen Feierschichten verfahren worden. Am 26. September 1959 organisierte die IG Bergbau eine Bergarbeiterdemonstration mit 60.000 Teilnehmern in der damaligen Bundeshauptstadt Bonn. Als erste Großschachtanlage wurde die Zeche Friedrich Thyssen 4/8 in Duisburg-Hamborn am 30. Juni 1959 stillgelegt; zu Beginn der 1960er Jahre wurden vornehmlich Zechen im südlichen Ruhrgebiet geschlossen. Besonders betroffen waren die Städte Dortmund, Bochum und Essen. Die Kohlenvorräte der dortigen Zechen waren bereits weit erschöpft und die technischen Anlagen waren alt. Aufgrund ungünstiger geologischer Verhältnisse war eine Rationalisierung und Kostenreduzierung nicht möglich. Die vornehmlich steile Lagerung und Störungen standen einer Mechanisierung des Abbaus entgegen. Es wurde versucht, den Arbeitsplatzabbau durch die Ansiedlung neuer Betriebe auszugleichen. Bekannte Beispiele sind die Errichtung des Opel-Werkes ab 1960 auf dem Gelände der kurz vorher stillgelegten Zechen Dannenbaum in Langendreer und Laer sowie die Errichtung der Ruhr-Universität.
Die Modernisierung der produktiven Schachtanlagen wurde weiter vorangetrieben, da das langfristige Überleben des Steinkohlenbergbaus im Ruhrgebiet nicht in Frage gestellt wurde. Zum Ende der 1950er Jahre setzte sich die Gefäßförderung (Skipförderung), die 1933 auf der Zeche Pattberg eingeführt worden war, auf vielen Zechen durch. Statt der aufwendigen Wagenförderung wurde die Kohle unter Tage am Füllort in einem Bunker zwischengelagert und von dort in das Schachtfördergefäß verladen. Auf diese Weise konnten seither eine kontinuierliche und unterbrechungsfreie Förderung und ein einfacherer Betriebsablauf sichergestellt werden. Die Gefäße hatten ein Fassungsvermögen von bis zu 30 t. Beispiele für die Einrichtung der Gefäßförderung waren der Schacht 1 der Zeche Nordstern (1953), Zeche Walsum Schacht 2 (1954/55), der Schacht 12 der Zeche Zollverein (Umstellung 1957) und der Schacht 9 auf Zeche Graf Bismarck II, der 1957/58 zum Zentralförderschacht mit zwei vollautomatischen Gefäßförderungen umgebaut wurde.
Bis 1963 wurden im Ruhrgebiet 33 Zechen mit einer Förderkapazität von 10,3 Millionen Tonnen geschlossen. Die Zechenbetreiber schlossen sich am 1. September 1963 zum Rationalisierungsverband des Steinkohlenbergbaus zusammen. Es war das Ziel, unrentable Betriebe stillzulegen und die Förderung auf ertragreiche Anlagen zu konzentrieren. Die Förderung sollte der Absatzlage angepasst werden und die Konkurrenzfähigkeit sollte erhöht werden. Im Folgejahr verabschiedete der Bundestag das Gesetz zur Förderung der Rationalisierung im Steinkohlenbergbau; dies hatte die Schließung weiterer 31 Groß- und 20 Kleinzechen mit einer Gesamtjahresfördermenge von 26 Millionen Tonnen zur Folge. Eine kurze Erholung beim Kohleabsatz trat 1960 ein. Man war der Meinung, zukünftig einen Absatz von 140 Millionen Tonnen deutscher Steinkohle halten zu können, wobei auf den Ruhrbergbau eine Förderquote von etwa 115 Millionen Jahrestonnen entfallen würde. Die Verwendung von mechanischen Fördergeräten, Kohlenhobel und Förderbändern bewirkten eine deutliche Mehrleistung. Von 1957 bis 1963 erhöhte sich der Anteil der vollmechanisch gewonnenen Kohle von 13 Prozent auf 65 Prozent. Durch die Rationalisierungsmaßnahmen konnte zwischen 1958 und 1966 die durchschnittliche Schichtfördermenge je Bergmann von 1,7 Tonnen auf 2,9 Tonnen erhöht werden.
Im Jahr 1963 wurde die in den 1950er Jahren geplante Schachtanlage Wulfen fertiggestellt, um neue unverritzte Kohlenfelder zu erschließen. Geplant war zunächst, mit der Wanderung des Kohlenabbaus nach Norden neue Siedlungen in den Städten des nördlichen Ruhrgebiets anzulegen. In Wulfen, Marl und Bergkamen wurden neue Wohngebiete mit einer hohen Bebauungsdichte errichtet. Die geringe Attraktivität des Wohnumfeldes und das Ausbleiben der erwarteten Bevölkerungsbewegung zum Nordrand des Ruhrgebietes führten später teils zu sozialen Problemen in diesen Neubaugebieten. Auf Landesebene wurde im Gesamtkonzept zur Nordwanderung des Steinkohlenbergbaus an der Ruhr 1986 schließlich festgelegt, es solle „das Verhältnis zwischen Siedlung und Freiraum im nördlichen Ruhrgebiet/ südlichen Münsterland grundsätzlich erhalten werden, mit der Tendenz, den Freiraum eher noch auszuweiten.“
Gegenüber der industriellen Entwicklung der Emscherzone veränderte sich die Planung: Auf den neuen Schachtanlagen wurde keine Kohle gefördert (ausgenommen Wulfen bis 1981), sondern sie dienten nur der Bewetterung, dem Materialtransport und der Seilfahrt. Die Förderung und Verarbeitung der Kohle erfolgte südlich der Lippe, teilweise an den alten Schachtstandorten in der Emscherzone, in der selbst bereits kein Abbau mehr stattfand.

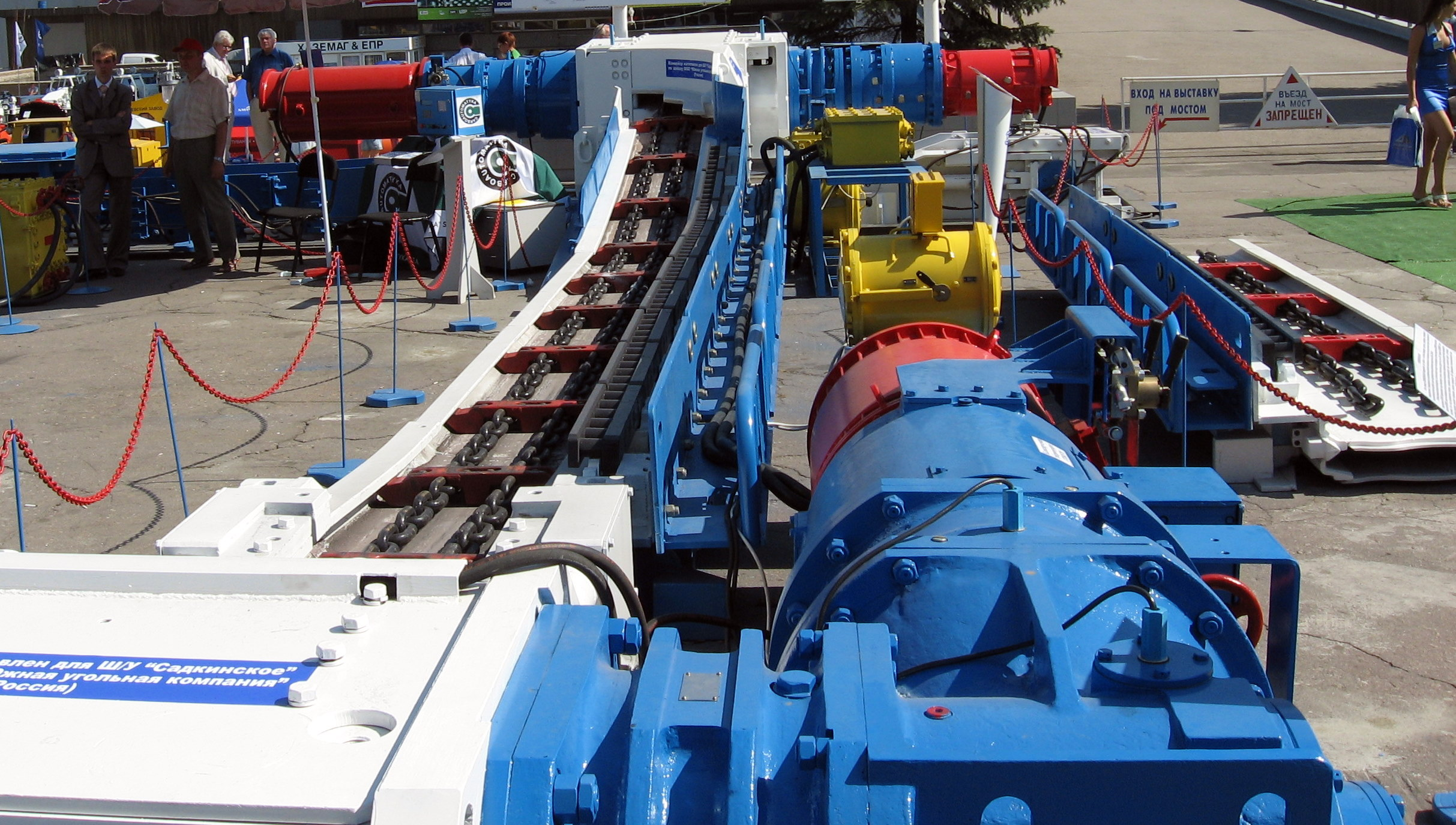
Panzerförderer, Muster auf einer Messe in Donezk, 2008

Der Kohlenabbau mit druckluftbetriebenen Abbauhämmern war bis in die 1950er Jahre die vorherrschende Abbaumethode. Die Bergleute waren erheblicher körperlicher Belastung bei der Abbautätigkeit ausgesetzt. Als Spätfolge stellte sich oft die „Abbauhammerkrankheit“ mit einer schmerzhaften Veränderung der Armgelenke ein. In den 1960er Jahren wurde der Abbau zusehends mechanisiert durch den Einsatz von schälenden (Kohlenhobel) und schneidenden (Schrämmaschine) Gewinnungsmaschinen. Die entscheidende Voraussetzung war eine stempelfreie Abbaufront, um die Gewinnungsmaschinen über die gesamte Streblänge verfahren zu können. Der erste stempelfreie Streb wurde 1941 auf der Zeche Hansa (Dortmund) betrieben. Der Holzausbau wurde zuerst durch Reibungsstempel abgelöst und Kappen sicherten die Firste bis zur Abbaufront. Der sogenannte Schnellhobel kam 1949/50 erstmals zum Einsatz und der Walzenschrämlader für den Abbau härterer Kohlen wurde 1956 im Ruhrgebiet eingeführt. Die gewonnene Kohle fiel auf einen Panzerförderer, der sie zum Strebende beförderte. Der Panzerförderer besteht aus einer Stahlrinne, an der über seitlich geführte Kettenglieder die Mitnehmer bewegt werden. Die Mechanisierung des Abbaus setzte sich rasch durch, zumal die Produktivität erheblich gesteigert werden konnte und die sehr schwere Arbeit mit Abbauhämmern somit ersetzt wurde. Im Jahr 1963 wurde 50,6 Prozent der Kohle schälend, 18,1 Prozent schneidend und 20,6 Prozent mit Abbauhämmern gewonnen.

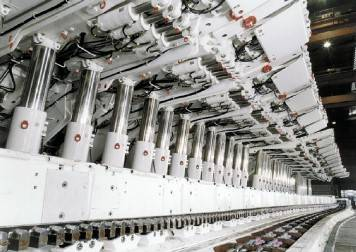
Schildausbau mit Kettenförderer

1964 meldete der Rationalisierungsverband Ruhrbergbau 31 Großzechen zur Stilllegung an. Während der Wirtschaftskrise am Ende von Ludwig Erhards Kanzlerschaft 1966/67 brach der Absatz wieder ein. Die von der Bundesregierung gewährte Stilllegungsprämie führte dazu, dass ertragreiche Schachtanlagen stillgelegt wurden. Ein herausragendes Beispiel war die Schließung der Zeche Graf Bismarck in Gelsenkirchen-Bismarck. Die Schachtanlage wurde von der Deutschen Erdöl-AG (DEA) betrieben und es waren 70 Millionen DM in den 1960er Jahren in die Modernisierung der Zeche investiert worden. Für die Beschäftigten kam die Schließung im Jahr 1966 völlig unerwartet, zumal die Zeche technisch einen hohen Stand und eine hohe Produktivität erreicht hatte und ausreichend Kohlenvorräte unter günstigen Abbaubedingungen vorhanden waren. Die Schließung zeigte, dass die Kohlenpolitik der Bundesregierung gescheitert war. Die Flöze in den Feldern der Zeche Graf Bismarck wurden in den folgenden Jahrzehnten von den angrenzenden Zechen Consolidation und Hugo abgebaut.

#### Gründung der Ruhrkohle AG (RAG)
Am 27. November 1968 wurde die Ruhrkohle AG als Konsolidierungsunternehmen der deutschen Steinkohleförderung gegründet. Zum Zeitpunkt der Gründung waren 80 Prozent der bundesdeutschen Steinkohleförderunternehmen in der kurz RAG genannten Gesellschaft zusammengefasst. Eine wichtige Geschäftsgrundlage war der 1969 mit den Stahlwerken ausgehandelte Hüttenvertrag, der mit einer Nachfolgeregelung bis zum Jahr 2000 einen Teil des Kohlen- und Koksabsatzes sicherte.
1975 wurde der Kohlepfennig auf den Stromtarif eingeführt, der eine direkte Subventionierung der Ruhrkohle bedeutete. In einem sogenannten „Jahrhundertvertrag“ wurde für den Zeitraum von 1980 bis 1995 eine Vereinbarung über die Menge deutscher Steinkohle, die der Elektrizitätserzeugung dient, geschlossen. Dieser Vertrag war ein wesentlicher Baustein der damals in Nordrhein-Westfalen verfolgten Kohlevorrangpolitik, die im Bund vor besonders von der SPD unterstützt wurde.
Der letzte im Ruhrbergbau in Betrieb genommene Schacht ist der Wetterschacht Rheinberg der Zeche Walsum. Dieser wurde 1993 in Betrieb genommen und bereits 2008 mit der Schließung der Zeche Walsum obsolet. Er wurde 2017 abgerissen.

Als mit Ablauf des Jahres 1995 der Kohlepfennig abgeschafft wurde, wurden die notwendigen Mittel für den deutschen Steinkohlenbergbau aus dem Staatshaushalt bereitgestellt. Ein 1997 zwischen Bundesregierung, Landesregierungen, RAG und Gewerkschaft geschlossener Kohlekompromiss sah vor, dass die staatlichen Subventionen für den deutschen Steinkohlenbergbau bis 2005 auf 2,7 Milliarden Euro reduziert würden und die Förderung bis zu diesem Zeitpunkt auf 22 Millionen Tonnen begrenzt würde, bei einer Beschäftigtenzahl von 36.000. Diese Zahlen wurden 2003 nochmals angepasst, die jährliche Förderleistung in Deutschland sollte bis 2012 auf 16 Millionen Tonnen sinken. Anfang Februar 2007 verständigten sich die Regierungskoalitionen des Bundes, der Länder Nordrhein-Westfalen und Saarland, die RAG und die Gewerkschaft in einem Eckpunktepapier auf eine Einstellung der Subventionen für den deutschen Steinkohlenbergbau Ende 2018. Unter gleichzeitigem Verzicht auf Strukturhilfen des Bundes für das Ruhrgebiet beschloss die nordrhein-westfälische Landesregierung, die Absatzhilfen des Landes für den Steinkohlenbergbau bereits Ende 2014 einzustellen. Im Dezember 2007 wurde das Steinkohlefinanzierungsgesetz ausgefertigt. Darin ist eine erneute Prüfung des Bundestags zur weiteren Förderung des Steinkohlenbergbaus für spätestens Juni 2012 festgelegt. Diese Klausel wurde nicht eingehalten, sondern die Überprüfung im Gegenzug für das Fallenlassen einer Klage der EU gegen die deutschen Steinkohlesubventionen gekippt.

#### Ende der Steinkohleförderung
Im rheinisch-westfälischen Steinkohlerevier betrieb bis 2018 die RAG Deutsche Steinkohle AG noch das Bergwerk Prosper-Haniel in Bottrop. Am 18. Dezember 2015 wurde die Zeche Auguste Victoria in Marl geschlossen. Im Jahr 2018 wurde die Steinkohlesubvention durch die Bundesrepublik Deutschland beendet. Die Zeche Prosper Haniel stellte ihren Regelbetrieb am 14. September 2018 ein. Noch bis Dezember 2018 wurde sporadisch weiter gefördert, unter anderem, um das Flöz zu begradigen, in dem zuletzt abgebaut worden war. Die letzte deutsche Steinkohle wurde am 21. Dezember bei einer Abschlussveranstaltung an Bundespräsident Frank-Walter Steinmeier übergeben.

## Umweltfolgen
Durch den Abbau der Kohlenflöze kam es großflächig zu einer Senkung des Höhenniveaus im Ruhrgebiet. Das hat insbesondere auch auf den Verlauf der Emscher Auswirkungen. Der Hauptbahnhof von Essen liegt heute 15 Meter unter dem Rheinniveau. Insbesondere während der ersten Jahre des Abbaus von Flözen bis zur endgültigen Setzung entstanden gerade in den Bereichen der Sättel und Mulden Risse in den Mauerwerken von Gebäuden (Bergschäden). Von oberflächennahen Hohlräumen wie zum Beispiel unverfüllten Schächten und Schürfen gehen bis heute besondere Gefahren aus. Erst nach der Einführung des Preußischen Berggesetzes von 1865 waren Bergwerksbesitzer verpflichtet, ihren Abbau zu kartieren und der Oberen Bergbehörde vorzulegen. In der Nachkriegszeit kam es stellenweise auch zu illegalem Abbau, der unverfüllte Hohlräume hinterließ, die nicht dokumentiert sind.

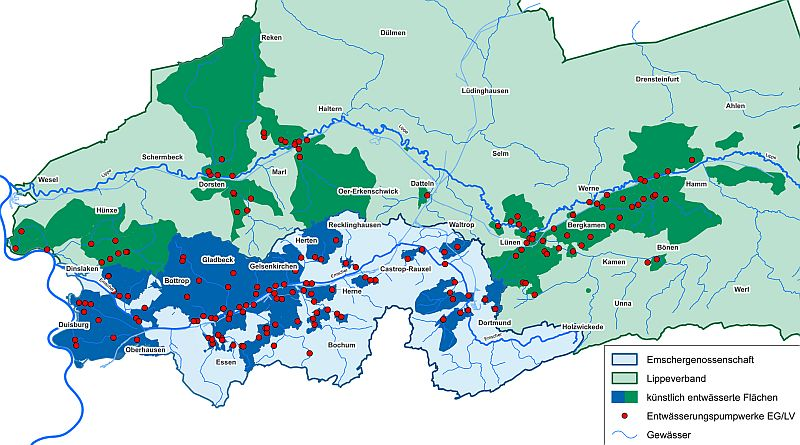
Große Teile des Ruhrgebiets (grün und blau markiert) befinden sich heute unter dem Rheinniveau (Polder) und müssen durch Pumpwerke (rot) trocken gehalten werden.

Auch heute noch werden Grubenwässer im großen Ausmaß abgepumpt, so dass sich der Grundwasserspiegel im Ruhrgebiet weitläufig senkte. Grubenwässer sind toxisch und müssen durch Tauchpumpen unterhalb des Grundwasserspiegels gehalten werden, da sonst das Trinkwasser verseucht würde. Fast ein Fünftel des Ruhrgebiets liegt durch den Bergbau unter dem Grundwasserspiegel und muss künstlich trocken gehalten werden. Die Poldermaßnahmen sind eine Ewigkeitsaufgabe, die von der RAG-Stiftung koordiniert wird. Die zahlreichen Pumpwerke werden von Emschergenossenschaft und Lippeverband betrieben.
Ehemalige Zechengelände sind in der Regel mit verschiedenen Stoffen belastet (Altlasten), etwa Hydraulikölen im Bereich der Maschinenhallen oder polyzyklischen aromatischen Kohlenwasserstoffen (PAK) und Benzol im Bereich der Kokereien.